# 2022年3月上海市2019冠状病毒病聚集性疫情对苏浙皖的影响
2022年3月上海市2019冠状病毒病聚集性疫情对苏浙皖的影响，旨在介绍2022年3月上海市2019冠状病毒病聚集性疫情对江苏省、浙江省、安徽省的影响，包括防疫措施、关联个案等。
上海市是长江三角洲城市群的中心枢纽城市，与江苏、浙江、安徽经济关系密切，人员往来较为频繁。本轮疫情发生后，苏浙皖三地已发现多名与上海疫情关联的本土阳性感染者。

## 江苏省

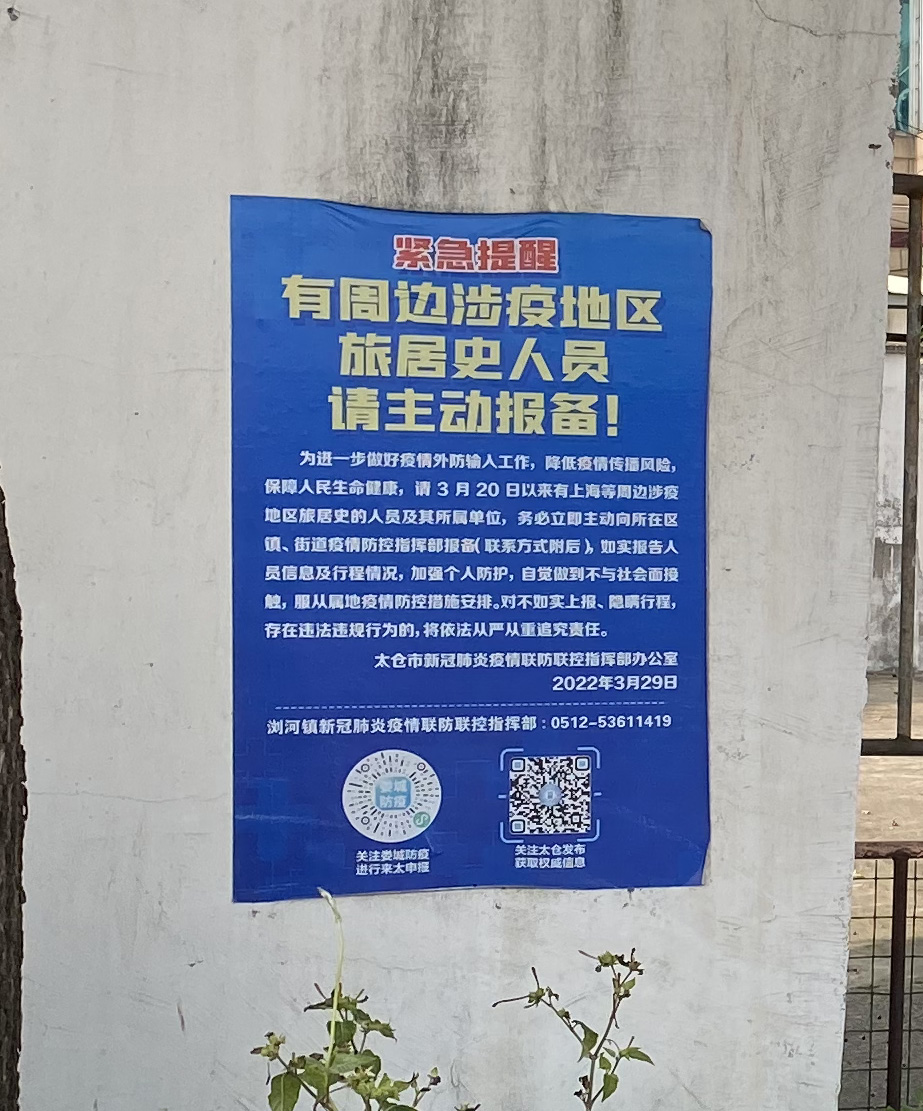
位于太仓市的一座农村贴有涉疫地区旅居史主动报备的告示，重点提到上海市

江苏省与上海市关系密切，根据百度迁徙地图大数据，上海迁出人口前10名的目的地中，有5个在江苏省，排名第一的是苏州，占18.33%。截至5月20日，上海迁出人口第一大目的地仍为江苏省，占上海迁出人口总量的32%。本轮疫情发生后，江苏省多地发现多例与上海疫情有关的感染者，多地也宣布收紧防疫措施，包括暂时限制人员往来，加强外来人员健康管理，全省各地级市统一对外地低风险地区（不区分省内外）来返人员实行“3+11”健康管理措施；关闭部分高速公路出入口、暂停各类公众聚集性活动和暂停部分场所经营等。而随着清明节祭扫高峰的到来，为避免疫情防控期间人流密集带来的风险，多地也取消了现场祭扫活动，鼓励线上祭扫或代客祭扫。
受上海疫情及关联病例影响，截至3月14日12时，江苏167个高速公路收费站出入口临时关闭，其中南京11个、无锡14个、徐州2个、常州14个、苏州43个、南通12个、连云港20个、淮安10个、盐城14个、扬州6个、镇江8个、泰州13个；另有5个汽渡临时关闭，分别在常州、苏州、南通境内。各地在未关闭的高速公路出入口、普通国省干线公路市际路段和重点农村公路省界市界路段设置查验点。各地在查验点严格查验14天内有涉疫地区旅居史的来苏返苏人员的核酸检测阴性证明及健康码。截至4月2日，全省共有158个高速公路收费站和36个服务区关闭，但部分正常开放的收费站仅供货运车辆通行。根据江苏省政府办公厅最新通知要求，4月13日24时前，江苏将对目前关停的高速收费站进行适当调整，恢复其中40%，即52个收费站正常通行，后续还将根据疫情防控的形势动态调整。截至5月4日24时，江苏省所有因疫情影响暂时关闭的高速公路收费站均恢复正常通行。
3月14日，江苏省住建厅向各地住建部门下发《关于全面从严从紧强化房屋市政工程施工工地新冠肺炎疫情防控工作的通知》，要求所有房屋市政工程项目新进人员严格查验健康码和行程码，严格体温检测和实名制登记，同时必须持有48小时内核酸检测阴性证明。
4月2日，江苏省疫情防控工作领导小组学校防控组发布通告，2022年4月江苏省高等教育自学考试停考，本次开考课程安排至后续7月和10月考试；另外江苏省2022年普通高校招生体育类专业省统考、中职职教高考专业技能考试延期举行。
截至2022年4月，江苏省13个地级市均实施“场所码”扫码登记。重点场所管理人员或经营者均需申领“场所码”并张贴在入口处，所有人员进入重点场所时均需通过手机扫描“场所码”入场，扫码登记时会自动查验个人苏康码信息。对于无法使用智能手机的长者和儿童可以使用手写方式登记。
4月17日，江苏正式印发《关于有效应对疫情新变化新冲击进一步助企纾困政策措施》，以应对疫情新变化新冲击，进一步帮助企业纾困解难。江苏省发展改革委副主任林康表示，《政策措施》是在全面贯彻落实国家近期出台的纾困政策和“苏政40条”基础上，根据具体情况和行业企业诉求，提出的更具针对性、更大力度的22条帮扶政策。
从4月中下旬开始，因省内疫情趋于稳定，江苏省部分城市逐步恢复开放因疫情影响需要关闭的公共场所，但仍继续分区开展全员核酸检测，一度常态化。直至6月初逐步取消常态化区域核酸检测，核酸检测转为“愿检尽检”。
自江苏省各地开始对市外来返人员（不区分省内外）实行“3+11”健康管理措施后，多数民众认为“3+11”政策是一刀切，建议在科学精准原则下优化防疫管控措施，针对疫情风险状况分级分类施策，在提供“两码一证”前提下让省内低风险城市之间自由通行，尽可能减少对群众正常工作、学习、生活的影响。进入5月，江苏省局部疫情主要集中在无锡江阴。而自5月7日起，江苏全域均为低风险地区。5月9日，在江苏全省疫情防控工作电视电话会议上，中共江苏省委书记吴政隆强调严格执行国务院联防联控机制的部署要求，防止一刀切、层层加码，力戒形式主义、官僚主义，最大程度保护人民生命安全和身体健康，最大限度减少疫情对经济社会发展的影响，努力用最小的代价实现最大的防控效果。
5月10日起，江苏省调整省内城市来返人员健康管理措施，对14日内无中高风险地区和社会面本土疫情所在地级市旅居史的江苏省跨市流动人员不再实施“3+11”健康管理措施，持48小时核酸阴性证明即可自由流动。无核酸阴性证明的，抵达后24小时内需进行一次核酸检测；在抵达后72小时内再进行一次核酸检测。而无锡市还将范围扩大至14日内无本土病例所在省外设区市旅居史的来（返）锡人员。5月14日起，江苏省再次调整外地来返当地人员健康管理措施，所有全域低风险的地级市来（返）当地人员，持48小时内核酸检测阴性证明可有序流动；若无阴性证明的，抵达后24小时内需进行1次核酸检测。抵达后48小时内需再进行1次核酸检测。以上人员均不再实施“3+11”健康管理措施；有本土聚集性疫情所在县（市、区）来（返）当地人员，严格执行“7+7”健康管理措施；有本土聚集性疫情所在设区市其他县（市、区）来（返）当地人员，严格执行“3+11”健康管理措施；有本土散发疫情所在县(市、区)来（返）当地人员，开展14天健康监测；对14天内有本土散发疫情所在设区市其他县(市、区)来（返）当地人员，落实7天健康监测。14天内与感染者有轨迹交叉、有中高风险地区旅居史的人员，严格执行“14+7”健康管理措施。至此，实施近两个月的低风险地区人员“3+11”健康管理措施正式取消。
5月下旬起，江苏已要求各地全面取消防疫通行限制，不查验48小时核酸检测证明，予以快速放行；对来自中高风险地区车辆仍继续保持查验措施，仍需持有48小时内核酸检测阴性证明，并实行提前报备、点对点运输等闭环管理措施，或派人引导、装卸货后立即返回，要求短时间内暂不离开的严格执行当地疫情防控要求。截至5月30日18时，江苏省全面完成与中高风险地区接壤之外的普通公路查验点撤除工作，全省本轮疫情期间设置的337个普通公路查验点，除苏州保留与上海接壤的2个查验点外，其余全部撤销。而随着江苏省生产生活秩序逐步恢复，高速公路日出口流量已经从20多万上升至120多万，经预测将很快上升至180万。
6月18日，苏州市发布第141号通告，对14日内有上海市中高风险地区所在乡镇（街道）旅居史人员，或14日内有其他报告本土阳性感染者所在乡镇（街道）旅居史人员，实行“7天集中隔离医学观察+7天居家健康监测”，居家健康监测期间，在第2、7天各进行1次上门核酸采样；对14日内有上海市其他地区旅居史的人员，实行“7天跟踪健康监测”，跟踪健康监测期间，在第1、2、3、7天各进行1次核酸检测，并在追踪到的当天进行1次核酸检测。跟踪健康监测期间严格控制活动范围，不乘坐公共交通工具，不参加聚集性活动，不进入学校、托育机构、养老院、福利院等特定机构，不进入室内密闭场所，不开展线下教学、培训等活动，外出时须全程规范佩戴口罩，切实保持安全社交距离，原则上在结束健康监测前不离开所在县（市、区）。所有上海来（返）苏州人员，须提前2天通过“来（返）苏州人员信息登记平台”等途径主动登记个人疫情防控信息，向目的地单位、社区（村）或酒店报备，并建议持48小时内核酸检测阴性证明来（返）苏州。翌日江苏省内的南京、苏州、无锡、常州、盐城、扬州、淮安、泰州、南通宣布调整出沪人员隔离政策。在江苏各地目前发布的公开政策中，无锡是唯一明文标示上海通勤人员的往返政策的。对每日往返上海市、无锡市的通勤人员实施每天进行一次核酸检测，凭健康码绿码（每日检测报告不能及时出具的，可提供核酸采样记录）上班。

### 徐州市
3月3日，徐州市辖下的睢宁县发现一名初筛阳性人员，为上海市阳性感染者张某某的密切接触者。病例发现后，睢宁县疫情防控应急指挥部交通管控组发布《关于加强离睢管控的通告》，建议市民“非必要不离睢”，确需离睢的，须提前向工作单位、所在社区报备，须持有48小时内核酸检测阴性证明。
3月27日，贾汪区在外市返贾人员例行核酸采样中发现一名初筛阳性人员，该人员3月25日乘坐K564次列车（海门站始发）到达徐州站，后乘坐出租车到达贾汪区家中，3月26日上午骑电动车前往贾汪区现代农业产业园区耿集居委会报备，后返回家中居家健康监测。
徐州市于3月27日发布通告，要求市民非必要不离徐，确需离徐的，须持有48小时内核酸检测阴性证明；来（返）徐人员第一时间向所在社区和单位报告，配合落实相应健康管理措施。此外，公共场所要严格按要求落实防控措施，实行扫描“徐州健康宝”后入场；各类校外教育培训机构暂停线下培训活动；各类公共交通、出租车、网约车要落实戴口罩、体温检测、查验健康码和行程码以及扫“徐州健康宝”等措施；除急诊、发热门诊外，二级以上医院全面推行预约挂号，严格限制探视、陪护。零售药店全面暂停“退热、止咳、抗病毒、抗菌素”等四大类疫情监测药品销售。此前在3月15日发布通告，要求所有市外来徐返徐人员须持48小时内核酸检测阴性证明、健康码绿码，抵达后第一时间进行核酸检测，并及时向目的地单位、社区（村）报备，积极配合落实健康监测、核酸检测等管理措施；有国内中高风险地区所在设区市旅居史人员，严格按照防疫要求，分类落实健康管理措施；其他市外来徐返徐人员实行“3+11”健康管理，自抵徐之日起，实行3天居家健康监测，后11天跟踪健康监测，健康监测期间不得参加各类聚集性活动，规范佩戴口罩，按要求进行核酸检测。全市原则上不举办50人以上聚集性活动，暂时取消各类线下节庆、会展、促销、商演等公众聚集性活动；清明祭扫提倡文明祭扫、网络祭扫或墓园代扫；暂时关闭密闭场所，暂停开放健身场所，继续关闭棋牌室、麻将馆，个体诊所暂停诊疗服务，养老院、福利院等实行封闭管理。3月28日，徐州市新发现4例阳性感染者，随后该市宣布全市中小学、职业学校、技工学校停止线下教学，各校组织开展线上教学活动；幼儿园（托幼机构）停止幼儿入园；各类校外教育培训机构暂停线下培训活动；各类高校继续实行封闭管理。3月30日至4月1日，为配合徐州市开展市区重点区域全员核酸检测工作，重点区域内的机关事业单位人员居家办公，非城市保障型企业停止运营或实行居家办公。除保障城市运行的救护车、物资保障车、消防车等，市区公交、地铁、出租车、网约车等一律暂停运营。各社区（村）居民要停止一切非必要流动、活动，居家做好健康防护，原则上每户家庭隔天仅限一人凭证限时外出购买生活物资。所有人员非必要不离市区，确有特殊需要，一律凭24小时核酸阴性证明离徐。截至4月1日中午12时，徐州市累计报告阳性感染者39人，其中确诊病例7例，其余为无症状感染者。当日徐州市发布通告，继续执行3月29日第12号防控通告的各项要求，在主城区和周边区域停止一切非必要流动和活动至4月9日零时；除原定区域外，新增贾汪区全域。此前在3月29日，徐州市决定3月30日零时至4月2日零时，鼓楼区、云龙区、泉山区全域，以及铜山区、贾汪区、经开区、淮海国际港务区部分区域停止一切非必要流动和活动，后续将根据防控形势动态调整。对确需外出的车辆和人员，在出具车辆通行证后予以放行。本轮疫情经基因测序已经证实由奥密克戎变异株BA.2所引起。4月1日下午，徐州市将鼓楼区荆南小区2号楼、14号楼，鼓楼区华美东观园10号楼，鼓楼区中山北路336-6，鼓楼区山水路商业街A-1-24划为中风险地区。截至4月8日12时，徐州市累计报告阳性感染者88例（含外省市输入7例），其中确诊病例轻型27例（含外省市输入3例），无症状感染者61例（含外省市输入4例）。徐州市主城区及周边区域继续停止一切非必要流动和活动，时间延长至4月12日零时。除鼓楼区、贾汪区、淮海国际港务区全域以及其他封控区、管控区外，能够实现封闭或闭环管理的工业企业、重点项目建筑工地，在落实疫情防控各项措施的前提下，经属地和市行业主管部门审核批准后，有序复工复产。县市防控措施，由各地疫情防控指挥部根据本地实际研究决定，适时调整。从4月9日起，徐州市各场所、单位（包括居民小区）必须申领徐州健康宝“场所码”，在入口处醒目张贴并配文字提醒，各类人员必须扫码后方可进入，未申领徐州健康宝“场所码”的场所、单位禁止从事经营活动。4月10日，徐州市新增阳性感染者2例，其中确诊病例轻型1例，无症状感染者1例，均为援建上海方舱医院返徐人员。从4月12日起，恢复徐州市区（鼓楼区、云龙区、泉山区、经济技术开发区、淮海国际港务区和铜山区、贾汪区）的常规公交、地铁和出租车（含网约车）运营，对封控区、管控区周边重点区域和其他重点场所限制运营或甩站运营，继续暂停省际毗邻公交和省际、市际、县际客运以及客运包车、顺风车等业务，同时有序恢复线下教育教学。
4月27日起，徐州市区（铜山区、贾汪区、鼓楼区、云龙区、泉山区、徐州经济技术开发区、徐州淮海国际港务区）部分场所，在严格落实各项疫情防控措施前提下有序恢复开放。其中，餐饮服务单位恢复堂食，同一时间段接待人数不得超过接待能力的50%，每个包间不得超过10人，暂不允许组织大规模聚餐活动；休闲娱乐场所、公共文化场所和宗教场所、景点景区按照“预约、限流、错峰”的要求有序开放，控制人员聚集，接待人数不得超过接待能力的50%；棋牌室、麻将馆、歌舞厅（KTV）、酒吧、网吧、公共浴室、游泳馆等人员密闭场所暂缓开放；各级各类学校由市疫情防控指挥部学校防控专班有序组织恢复线下教学。

### 南通市
3月4日，启东市新增1例核酸检测阳性人员，曾在上海某公司上班。之后又在3月6日、3月10日各发现无症状感染者1例，均来自同一家庭。在发现无症状感染者后，启东市在部分区镇、街道开展核酸检测，累计采样359907人，检测结果均为阴性。该地也收紧了防控措施，要求所有发生疫情的地级市（直辖市为县级行政区）来返启东人员须携带48小时核酸检测阴性证明，第一时间向所在社区和单位报告，配合落实相应健康管理措施；所有在启东人员“非必要不离启”，确需离开启东的，须提供48小时内核酸检测阴性证明。在加强社会面管控方面，全市停止非必要聚集性活动，不开展线下节庆和大型会议、联欢、体育比赛等活动，“红事缓办、白事简办”，所有餐饮服务按50%限流。所有旅游景区，汇龙镇、惠萍镇、吕四港镇、圆陀角旅游度假区文化馆、博物馆、图书馆等室内文化场所，室内体育健身场所，娱乐场所，经营性服务场所一律暂停开放；零售药店全面暂停退热、止咳、抗病毒和抗生素等“四类药品”销售。
3月21日，启东市在对外省（市）来（返）通人员核酸检测中发现1例初筛阳性人员，该人员于3月20日15:38在上海虹桥站乘坐D2124次列车，16:48左右抵达南通西站，后于17:49抵达南通站，18:20乘坐C437次列车，19:09抵达启东站。
3月23日，海门区在集中隔离管控的外地来（返）通人员中发现一名核酸检测阳性人员，该人员租住在海门区三星镇彦英村31组，系上海蔬菜供应商，每日傍晚驾驶货车从海门出发赴上海，次日早晨从上海返回海门租住地休息。翌日，据南通市疫情防控2022年第15号通告，海门区再通报1例来（返）通人员核酸检测阳性，该人员住上海市浦东新区莲康苑，系上海蔬菜采购商，一家三口每天从上海驾车至南通收菜，当日返回。3月25日，南通市发布疫情防控2022年第16号通告，通报显示新增本土无症状感染者3例，均从事蔬菜生意。同日，海门区收紧防疫措施，所有行程卡带“*”人员及市外来（返）海人员须持24小时以内核酸检测阴性证明，并于抵海后立即向所在社区和单位双报告，由社区安排并立即进行核酸采样检测，配合落实相应疫情管控措施；在海人员“非必要不离通”，确需离通的，携带48小时内核酸检测阴性证明以备查验。行程卡带“*”人员、健康码红码、黄码人员不得进入公共场所和人员密集场所，不得乘坐公共交通工具。停止50人以上聚集性活动，所有餐饮服务场所按50%限流；所有旅游景区内封闭性场所，室内文化及培训场所，室内体育健身场所，娱乐场所，经营性服务场所一律暂停开放；全区零售药店全面暂停退热、止咳、抗病毒和抗生素等“四类药品”销售。
3月25日0时至3月26日6时，南通新增本土无症状感染者2例（系3月25日第17号通告所涉2名核酸初筛阳性人员）。另在G15沈海高速小海出口交通查验服务点发现1名外地来通人员核酸初筛阳性、在如皋市居家隔离人员例行核酸检测中发现1人核酸初筛阳性。3月26日0时至3月27日9时，新增本土无症状感染者2例，另在集中隔离人员例行核酸检测中发现1人核酸初筛阳性。3月27日，南通市新增本土无症状感染者5例，均在交通查验服务点重点人群排查中发现。3月29日，新增本土无症状感染者1例（系3月29日第22号通告所涉核酸初筛阳性人员）。3月30日21时至31日8时，南通市在交通查验服务点重点人员筛查、居家隔离人员筛查、重点人群筛查中发现3人核酸检测初筛阳性，在集中隔离人员例行检测中发现2人核酸检测初筛阳性。当日起崇川区、通州区、海门区、南通经济技术开发区、苏锡通科技产业园区、通州湾示范区升级管控措施，建议市民“非必要不离通，非必要不来通”；所有中小学校停止线下教学，改为线上教学活动；幼儿园（托幼机构）停止幼儿入园；高校严格实施封闭式管理；各类校外教育培训机构暂停线下培训活动；所有长途汽车客运和上述区域内公交线路全部暂停营运；封闭式景区、景点和开放式景区内封闭式场所，室内文化场所，室内体育健身场所，娱乐场所，各类洗浴场所、美容院（理发室除外）、足浴店、保健按摩店等非市民日常生活必需的场所全部暂停开放；宗教活动场所暂停开放；行程卡带“*”人员、健康码红码、黄码人员不得进入公共场所和人员密集场所，不得乘坐公共交通工具；停止聚集性活动，不开展线下节庆和非必要会议、文体活动，提倡“红事缓办、白事简办”，所有餐饮服务场所暂停堂食；所有零售药店全面暂停退热、止咳、抗病毒和抗生素等“四类药品”销售。另外在清明节期间，提倡文明祭扫、预约祭扫、鼓励网络祭扫，严控现场祭扫、跨区域异地祭扫。体温异常者、健康码黄码或红码、行程卡带“*”号人员一律不得进入祭扫场所。3月31日21时至4月1日8时，南通市在集中隔离人员例行核酸检测中发现5人核酸初筛阳性、在重点人群筛查中发现2人核酸初筛阳性。4月1日20时至4月2日16时，南通市新增核酸初筛阳性人员11例，其中集中隔离点例行检测中发现8例，交通查验服务点重点人员筛查中发现2例，重点人群核酸检测中发现1例。其中一人系乘坐G1302次列车来通。截至4月7日，南通市累计报告本土无症状感染者97例。
5月5日起，南通全市除封控区、管控区以外的其他区域有序恢复生产生活秩序。其中，学校、校外教育培训机构等有序恢复线下教学、培训活动；各类餐饮服务场所按接待能力的50%实行限流，凭48小时内核酸检测阴性证明进入；封闭式景区、景点和开放式景区内封闭式场所，室内文化场所，室内体育健身场所，娱乐场所，经营性服务场所按照50%限流有序开放，凭72小时内核酸检测阴性证明进入；公交线路、市内汽车客运恢复营运，凭72小时内核酸检测阴性证明乘坐；零售药店恢复退热、止咳、抗病毒和抗生素等“四类药品”实名制购买；养老院、福利院、护理院有序开放预约探视服务，经批准后凭48小时内核酸检测阴性证明进入；继续开展区域核酸检测，根据所在地安排按时参加区域核酸检测，对未参加区域核酸检测人员的健康码赋“黄码”；重点人群“应检尽检”，根据个人出行需要“愿检尽检”。原有的来（返）通人员防控措施暂维持不变，须携带48小时以内核酸检测阴性证明，并提前向目的地所在社区（村）、单位（或入住旅店）报备，抵通12小时内尽快就近核酸采样，并配合落实相应健康管理措施。

### 南京市

#### 个案概况
3月10日，南京市江宁区在上海返宁人员核酸检测中发现2例阳性，1例密切接触者阳性，共有2人确诊，1人确认为无症状感染者。截至3月11日，江宁区累计报告上海疫情关联阳性感染者5例，排查出的密接者已全部集中隔离，重点区域已严格管控，病例所在的江宁区东山街道社会面核酸检测34万人次，结果均为阴性。3月13日，江宁区又在管控区人员核酸检测中发现1例核酸检测阳性。该人员为网约车司机，现住江宁区秣陵街道殷巷新寓，近期活动轨迹涉及主城区。3月14日，秦淮区在外地来宁返宁人员核酸检测中发现1例阳性，根据3月16日发布的详细活动轨迹，该人员在3月10日凌晨在上海南站乘坐K528次列车，于6:41到达常州站。3月11日自常州站出发乘坐1462次列车，16:12到达南京站。截至3月15日16时，南京本轮疫情共发现阳性人员32例。其中3月15日0时至16时，江宁区在集中隔离点和封控区人员的新冠肺炎病毒核酸检测筛查中，新发现23例阳性人员，新增阳性人员均与已公布的确诊病例或无症状感染者有关联。南京市对前期已发现的新冠病毒阳性人员已完成核酸分析亚型检测，初步判定为奥密克戎变异株。已出结果中，江宁区6例基因测序确认为奥密克戎变异株BA.2进化分支。3月15日16时至3月16日16时，南京市在对密切接触者、管控区域、风险地区来宁等重点人群和区域规模核酸检测中筛查出28名阳性人员，其中江宁区20例、秦淮区3例、栖霞区5例（均为同住家庭成员）；其中来自集中隔离点14人、来自封控和管控区6人，来自阳性密接5人，来自重点区域2人，来自社区筛查1人，基因测序结果为奥密克戎变异株BA.2进化分支。3月16日，新增无症状感染者26例。3月17日0-16时，南京市在对重点人群和区域规模核酸检测中初步筛查出7名阳性人员，均在集中隔离和封控区人员中发现，截至当日24时共新增无症状感染者8例。3月18日，南京市新增确诊病例2例（其中1例由无症状感染者转为确诊病例），均为轻型，新增无症状感染者8例。3月18日16时至3月19日16时，南京市新筛查出7名阳性人员，5人在集中隔离和封控区人员中发现，1人在管控区发现，1人在发热门诊发现。3月19日16时至20日16时，新增8名阳性人员，2人在集中隔离点发现，4人居家隔离发现，2人社区筛查发现。截至3月21日16时，南京市共发现阳性人员100例，其中江宁区86例、秦淮区7例、栖霞区5例、江北新区2例。3月21日16时至22日16时，新增无症状感染者3例。3月22日16时至23日16时，南京市共筛查出1名阳性人员，在集中隔离点发现。3月23日16时至3月24日16时，南京市筛查出1名阳性人员，在集中隔离点发现。3月25日0时至16时，南京市无新增阳性感染者，这是本轮疫情以来首次无新增。3月26日0时至16时，新增1例初筛阳性感染者，在集中隔离点例行核酸检测中发现，系此前公布的无症状感染者的密切接触者（家人）。3月27日，南京市新增1例阳性感染者，系3月26日从外省市疫情重点地区来宁人员，居住地在上海市闵行区。3月28日，新增1例阳性感染者，系外地返宁人员，3月27日乘坐G1822次高铁于16:47到达南京南站。3月29日，新增1例阳性感染者，系外地来宁人员，3月28日20:59乘G7176次列车来宁，到达南京南站后闭环转运至隔离点，3月29日凌晨核酸检测结果初筛阳性。3月30日，新增1例感染者，系29日通报无症状感染者的同行人员。4月1日，新增1例阳性感染者，该感染者3月31日从上海虹桥站乘坐D2282次动车，于当日23时18分抵达南京南站中转换乘，因接上海方面告知其核酸检测阳性，相关部门当即采取措施，将其闭环转运至市公共卫生医疗中心。4月6日，南京在集中隔离点发现4例初筛阳性人员，均系援建上海方舱医院返宁人员。四名阳性感染者3月29日18:30左右到达上海浦东新区工地，援建工作结束后，于4月4日20:00左右乘大巴返宁，闭环至集中隔离点隔离。4月6日上午，四名人员例行核酸检测初筛阳性，已通过专用车辆转运至定点医院隔离医学观察。4月7日，南京市新增确诊病例3例（其中1例为无症状感染者转为确诊病例），新增无症状感染者2例，均为上海返宁人员，返宁后均实施闭环管理。4月8日，南京市新增本土确诊病例1例，该人员4月8日驾驶货车从上海返宁，进入交通卡口后即开展闭环管理。4月9日，南京市新增本土确诊病例3例（1例为普通型、2例为轻型），新增本土无症状感染者6例。上述9例阳性感染者中，8例为援建上海方舱医院返宁人员，1例为上海来宁人员。4月10日，新增本土确诊病例3例（1例为普通型、2例为轻型），新增本土无症状感染者7例。4月11日，新增本土确诊病例7例（均为轻型），新增本土无症状感染者7例。新增感染者中，12人为援沪返宁人员，2人为乘坐4月7日G1940次列车的旅客。4月12日，新增本土确诊病例2例（均为轻型），新增本土无症状感染者2例，2例为此前确诊病例的密切接触者，2例为4月11日G10次列车旅客。4月13日，新增本土确诊病例2例（均为轻型），新增本土无症状感染者1例，其中一人为4月13日从上海自驾来宁人员。4月14日，新增本土确诊病例2例（均为轻型，其中1例为无症状感染者转为确诊病例），新增本土无症状感染者2例，其中一人为G7376次列车旅客。4月16日，南京新增1例无症状感染者，系4月11日G10次列车旅客。4月18日，新增确诊病例1例（轻型），系4月13日乘坐G7566次列车来宁的人员。4月28日，新增确诊病例1例（轻型），为4月27日乘坐G7376次列车来宁转车的旅客。4月29日，新增本土确诊病例2例 （轻型），分别为4月26日乘坐G7376次列车和4月28日乘坐G7376次列车的旅客。4月30日，新增本土确诊病例1例（轻型）。5月3日，新增本土确诊病例1例 （轻型），该人员5月2日乘坐G7376次列车来宁转车，到达南京南站后即开始闭环管理。5月4日，新增本土确诊病例1例 （轻型），该人员系3月龄女婴，5月2日随家人从上海自驾车来宁，到达交通卡口后由工作人员引导至集中隔离点开始闭环管理。5月24日，南京市新增本土确诊病例1例（轻型），该人员5月23日乘坐G9258次列车返宁，到达南京南站后即开始闭环管理。5月27日，新增本土确诊病例1例，该人员5月24日乘坐G9258次列车来宁，到达南京南站后开始闭环隔离管理。
在本轮疫情中，南京市出现院内感染事件。3月16日凌晨，栖霞区报告一居民核酸检测阳性，该感染者一家曾于3月15日在南京市中西医结合医院就诊，后其两名家人也检测阳性。疾控部门即对该医院进行了停诊和封闭管理，将同时段停留在该院的28人判定为密切接触者、33人参照密切接触者管理，对涉及的122名医护人员连续3天进行核酸检测，给该时间段进入该院的人员发送短信，提醒相关人员落实防控措施。3月19日上午，江宁区疾控中心报告1例阳性感染者。通报称，3月14日、15日先后两次带小孩在南京市中西医结合医院就诊，与栖霞区就诊感染者存在轨迹交叉。经疾控部门综合研判，南京市中西医结合医院涉及多名阳性感染者、人员流动大，感染风险高。该院随后再增加三天的封闭措施，增加720人参照密接管理，同时对相应时间段出入该院的10691人采取“赋黄码+三天两检”管控措施，并发布通报提醒关联人员做好报备。

#### 反应

##### 官方反应
3月13日，南京市代市长、市疫情联防联控指挥部指挥长夏心旻赴江宁区现场指挥部，指导开展流调溯源、转运隔离、核酸检测等各项应急处置工作。中共江苏省委常委、南京市委书记韩立明紧急主持召开市应急指挥体系会商会、各区视频点调会，紧急部署全面升级疫情防控各项措施，主要包括：关闭部分高速公路出入口，在重点入宁公路设置查验服务点，加强“两码一证明”查验；暂停棋牌室（麻将馆）、公共浴室等密闭场所营业，暂停校外培训机构、托育机构线下培训教学，建筑工地、养老院、精神病院、护理院等重点场所实施封闭管理；严控聚集性活动，非必要不举办，清明前后倡导不跨省、跨市异地祭扫，鼓励云祭扫。

##### 分区防疫
3月15日，南京市将江宁区东山街道湖西雅居东苑调整为高风险地区；江宁区东山街道4处及秦淮区洪武路街道现代大厦调整为中风险地区。3月16日，栖霞区马群街道文康苑5栋，秦淮区洪武路街道砂珠巷小区6栋，朝天宫街道评事街小区千章巷22号调整为中风险地区。3月19日，江宁区东山街道大里聚福城华庭北园18栋调整为中风险地区。3月22日，栖霞区尧化街道下曹村99号、100号调整为中风险地区。3月31日起，江宁区东山街道湖西雅居东苑由高风险地区调整为低风险地区；江宁区东山街道武夷水岸家园南区2幢、东山街道安和家园7幢、秣陵街道殷巷新寓44幢由中风险地区调整为低风险地区。此次调整后，南京市高风险地区清零。4月1日起，栖霞区马群街道文康苑小区5栋由中风险地区调整为低风险地区。4月2日起，江宁区东山街道青山湾花园小区由中风险地区调整为低风险地区。4月3日，江宁区东山街道大里聚福城华庭北园18栋由中风险地区调整为低风险地区。此次调整后，江宁区全域均为低风险地区。4月6日起，秦淮区洪武路街道现代大厦，洪武路街道砂珠巷小区6栋，朝天宫街道评事街小区千章巷22号；栖霞区尧化街道下曹村99号、100号由中风险地区调整为低风险地区，调整后南京市全域为低风险地区。
截至3月25日，南京市划定封控区29个、管控区20个。25日6点起，江宁区东山街道武夷水岸家园南区（2幢除外）、安和家园（7幢除外）2个封控区域，世纪东山小区、金宝城东农贸市场（含岗山佳苑）等4个管控区域予以解除，这是本轮疫情以来，南京市首批解除封控管控的区域。
4月8日，鼓楼区湖南路街道厚载巷29号小区划定为临时管控区。

##### 核酸检测
3月14日，江宁区对东山街道、秣陵街道封控区进行核酸采样，检测人数为4666人次，管控区和临时管控区核酸采样1718人次，已出结果全部为阴性。中高风险地区来江宁人员及区内41类重点人群共计检测32643人次，已出结果全部为阴性。自3月13日18时至14日17时，对除东山以外的九个街道、开发区、高新区、滨江开发区人员开展核酸检测，共采样1480560人次（含学校师生104995人次），其中已出结果的全部为阴性。同日下午开始，秦淮区在部分区域（洪武路街道、朝天宫街道、夫子庙街道、双塘街道）开展核酸检测工作。3月16日起，南京市部分市辖区开展全区核酸检测。根据国家卫健委新修订的《区域新型冠状病毒核酸检测组织实施指南（第三版）》要求，南京市计划于3月24日至26日再组织开展新一轮分区域规模性核酸检测，主要涉及江北新区、玄武、秦淮、建邺、鼓楼、栖霞、雨花台、江宁等8个区的全体居民；浦口、六合、溧水、高淳等4个区原则上不参加新一轮检测，但可根据疫情发展变化，对辖区内部分片区组织开展检测。3月27日至30日，南京市再组织一轮分区域核酸检测工作，以“范围更精准、人群更聚焦”为重点，细化为重点区域、次重点区域、防范区域三个类别。其中，有社会面发现病例或重要经停史的区域为重点区域，要按照“自最近一例阳性病例发现以来，至少开展7轮核酸检测，且最近一轮检测，距阳性病例发现之日满10天”的标准组织实施；重点区域的周边区域，或者有人员物资与外地风险区域往来密切的为次重点区域，按照“两天一检”或“三天一检”的标准组织实施，适当扩大防范范围；其他区域为防范区域，由各区根据具体情况统筹安排。封控区、管控区及重点人群仍然需要按照既有检测规定执行。

##### 调整防控措施
3月14日，南京市发布通告，要求所有外地来宁返宁人员（不区分省内和省外）需持有48小时内核酸阴性证明，在抵宁前或抵宁后必须立即向所在社区（村）和单位（或所住宾馆）报告；在宁人员建议非必要不离宁、不前往已有阳性感染者报告的城市，离宁人员应持48小时核酸检测阴性证明。关闭部分高速公路出入口，在重点入宁公路设置查验服务点；暂停全市会展、节庆、赏花等各类公众聚集性活动；樱花季不宜前往鸡鸣寺路、幕燕风光带等地赏花聚集。清明期间，暂停组织公祭、江祭、骨灰撒散等群体性活动，倡导群众不跨省、跨市异地祭扫，鼓励云祭扫；全市各类门诊部、诊所暂停诊疗服务，零售药店暂停“退热、止咳、抗病毒、抗菌素”等四大类疫情监测药品销售。
3月15日开始，江宁区中小学、职业学校、技工学校暂停线下教学，组织开展线上教学活动；高三年级实行校内封闭管理，继续开展线下教学；秦淮区对封控区周边阳性病例活动轨迹所涉区域附近的6所学校（幼儿园）暂停线下教学活动，并对全区所有学校开展全员核酸检测，同时对校园周边彻底消杀。同日深夜，鉴于疫情社区传播风险已经显现，南京市发布通告，全面收紧防控措施。通告鼓励各单位鼓励开展居家办公，全市中小学（含中等职业学校、特殊教育学校、外籍人员子女学校、技工学校等）自3月16日起暂停线下教学，组织开展线上教学；幼儿园暂停入园。另外，部分密闭场所暂停营业；全市公墓、骨灰堂等骨灰安放场所关闭，暂停开展现场祭扫活动和骨灰安放，暂停办理治丧守灵、遗体告别、骨灰祭祀等集中治丧服务，市民可通过网上祭扫、代为祭扫等方式寄托哀思；宗教场所一律暂停开放；全市旅行社及在线旅游企业立即暂停经营团队旅游及“机票+酒店”业务。公共交通服务亦因疫情做出调整，3月16日起南京地铁位于江宁区境内的车站和路线暂停运营，涉及1、3、S1、S7、S8、S9号线；动态调整全市公共交通发车频次，暂停江宁区公交线路跨区运营；暂停全市道路客运班线、旅游包车运营。在宁人员非必要不离宁、不前往已有阳性感染者报告的城市，所有离宁人员应持48小时核酸检测阴性证明。此外，南京市各级图书馆、博物馆、文化馆（站）、美术馆、纪念馆等文博场馆暂时闭馆，取消或者延期举办各类活动；暂时关闭经营性文化娱乐场所；暂停开放A级旅游景区、旅游度假区等室内场所，室外场所严格落实“限量、预约、错峰”，日接待量不超过日最大承载量的50％；暂停旅行社及在线旅游企业经营活动；严格控制各类聚集性活动；严格落实宾馆酒店疫情防控措施。同时，全市养老机构、儿童福利服务机构、精神卫生福利机构实行临时封闭管理，暂停来访接待和见面探视活动，原则上暂不接收新入院人员。全市婚姻登记机构暂停颁证仪式、婚姻家庭辅导服务。3月17日，南京地铁S6号线全线暂停运营。3月20日，南京市发布疫情防控措施动态升级调整的通告，要求全市范围内除保障市民生活和城市基本运行的公共服务类企事业单位外，其他有条件的单位尽可能安排居家办公。确需到单位办公的，单位须查验48小时内核酸检测阴性证明；口腔科、眼科、耳鼻喉科、整形（美容）科等专科医院和综合医院内相关专科择期诊疗项目全部暂停，保留必要的急诊诊疗，并按照相关防护要求严格落实院感防控措施；自3月21日起，鼓励餐饮单位提供到店自取、外卖送餐服务，不提倡堂食，提供餐饮服务的宾馆、酒店可保留向住客房间提供配餐送餐的服务。
截至3月15日，南京市对有高、中风险地区或参照高、中风险地区管理旅居史的来（返）宁人员，实行“14+7”健康管理措施；其他市外来（返）宁人员，实行“3+11”健康管理措施。
3月24日至26日，江北新区、玄武、秦淮、建邺、鼓楼、栖霞、雨花台、江宁等8个区的居民进入小区、单位须提供48小时内核酸检测阴性证明；浦口、六合、溧水、高淳等4个区居民进入本地小区和单位不再提供，但在上述8个区工作的，进入单位仍需提供。而对于高三学生返校复学相关事项，南京市有关部门表示，待24日中午全市分区域规模性核酸检测结果公布后再进行一次综合研判，优先保障高三学生返校复学。为优先确保高三复课的校园安全，南京市教育部门对返校复学所有高中学校进行了一次全面的排查摸底，经确定所有学校均不在中高风险区域内，也不在管控区、封控区内。24日，南京市教育局宣布，全市普通高三年级师生员工于当日下午返校复学。3月27日起，南京市调整核酸检测证明查验措施。对仍需开展核酸检测的局部区域，继续对进入该区域内小区的人员查验48小时内核酸检测阴性证明。其他区域人员在严格落实佩戴口罩、验码（健康码、行程码）等防控措施后，进入小区不再查验48小时内核酸检测阴性证明。到单位办公原则上可不再查验48小时内核酸检测阴性证明，有特殊规定的除外。
因南京市疫情趋于稳定，3月29日，南京市教育局宣布，全市符合条件的初中三年级、职教高考年级师生员工于3月31日返校复学。3月30日起，南京地铁S1号线、S7号线、S9号线恢复运营；1号线、3号线、S8号线恢复全线运营；S6号线继续停运。同时，恢复主城和江宁之间跨区公交线路正常运营。4月14日起，南京市小学四、五、六年级师生员工返校复学，各医疗机构口腔科、眼科、耳鼻喉科、整形（美容）科等专科择期诊疗项目全部恢复，门诊部、诊所全面恢复日常医疗服务。4月18日，南京市小学一二三年级、中等职业学校（技工院校）、特殊教育学校、培训机构师生员工返校复学。4月18日起，南京地区电影院陆续恢复营业，观众需要查验场所码、测体温后入场，观影全程需戴口罩。南京市博物总馆所属南京市博物馆、太平天国历史博物馆、中国共产党代表团梅园新村纪念馆、南京民俗博物馆、江宁织造博物馆、六朝博物馆，以及南京云锦博物馆、雨花台烈士纪念馆、南京民间抗日战争博物馆4月19日有序恢复开放。4月25日，南京市符合条件的幼儿园、托育机构师生员工返园复学。4月29日晚开始，南京各药店恢复退热、止咳、抗病毒和抗生素四类药物的销售，但不得对来自高风险地区人员销售。
因南京南站换乘通道发现1例感染者，自4月1日起，南京南站暂停站内中转换乘。
4月18日起，南京地铁S8号线运营区段调整为泰山新村站至方州广场站，沈桥站至金牛湖站临时关闭。5月12日起，S8号线恢复全线运营。同时配合江苏省内低风险地区取消“3+11”健康管理政策，S6号线也于当日起全线恢复运营。跨市域乘客需持48小时内核酸阴性证明。
5月30日起，南京逐步有序恢复低风险地区道路客运班线、旅游包车运营，全市长途汽车客运站在落实好疫情防控措施的基础上逐步恢复运营。
6月3日，南京市各旅行社恢复跨市跨省团队旅游业务及“机票+酒店”经营业务。

### 无锡市
3月9日上午，一名行程卡绿码带星人员从当地乘高铁来锡，当日下午乘高铁返回当地。3月10日晚，该人员在当地核酸检测阳性，经流调发现，该人员到达无锡后，无锡东站即对其核酸采样。在锡期间，其停留过的部分场所，存在落实“四方责任”不到位、疫情防控措施不严不实等问题，相关单位被约谈、通报并受到处分。无锡东站疫情防控专班被给予通报表扬，记集体三等功一次。
无锡市在3月13日发布通告，称鉴于疫情防控形势严峻，即日起取消全市各类线下节庆、会展、促销、商演等公众聚集性活动。暂时关闭网吧、酒吧、公共浴室、KTV、歌舞厅、影剧院、游戏游艺厅等密闭场所，继续关闭棋牌室、麻将馆；谢绝外地人员和14天内有外出旅居史的市民前往公墓（骨灰堂）现场祭扫，可选择网络祭扫或代为祭扫；暂停线上线下药店销售“退热、止咳、抗病毒、抗生素”等四类药品；外地来锡返锡人员抵锡时需持48小时核酸检测阴性证明、健康码绿码，第一时间向所在社区（村）报告，配合落实核酸检测、健康监测等措施。
3月15日下午，无锡市在外省市返锡人员核酸筛查中发现10人混检中初筛阳性，经无锡市疾控中心复核一名结果为阳性，随即将其转运至定点医院诊疗。经市级专家组会诊，诊断为无症状感染者，该感染者曾在3月11日自驾至上海崇明区长兴岛开元名庭酒店。该感染者因未主动向社区报备，未按照通告要求进行居家健康监测，造成疾病传播风险，公安机关以涉嫌妨害传染病防治罪对其立案调查。3月16日，无锡市在对集中隔离点管控人员核酸检测中发现一名初筛阳性，后经市疾控中心复核为阳性，该人员为前述人员的儿子。
3月17日，江阴市在“3+11”例行核酸检测中，发现2名（系夫妻关系）外地返澄人员初筛阳性，经无锡市疾控中心复核为阳性。18日中午，经无锡市级专家组会诊，两人均诊断为无症状感染者。根据已公布的活动轨迹，两人从常州返回江阴。
3月23日，无锡市对集中隔离点管控人员核酸检测时，发现1名外地返锡人员初筛阳性。23日晚，经市疾控中心复核为阳性，诊断为确诊病例（轻型）。该病例曾于3月22日乘坐G2788次列车从上海站至无锡站，到站后现场进行核酸采样（检测结果为阴性），返回住地后主动报备，并按要求严格落实“3+11”居家健康监测。23日上午，该病例在居家健康监测期间，获悉在外地公司的同事被集中隔离后，主动向属地报告，随即被闭环转运至集中隔离点。截至3月23日23时，已排查密接和次密均已落实集中隔离，当日核酸检测均为阴性；已采集相关场所物品和环境样本130份，核酸检测均为阴性。
3月24日，无锡市发布通告，通告说苏州市一无症状感染者曾于3月22日、23日在无锡市朝阳农产品大市场等地有活动轨迹，随后对朝阳农产品大市场采取了临时封控措施。经流调溯源，已对10985人进行了赋黄码管理，其中，对1238人落实了集中隔离，对2713人落实了居家健康监测，对7034人落实3天3次核酸检测健康管理措施。
3月25日18时，宜兴市在重点人员核酸检测中发现一例初筛阳性，3月26日经无锡市疾控中心复核结果为阳性，诊断为无症状感染者。该男子曾多次驾车往返上海，因存在刻意隐瞒行程，涉嫌妨害传染病防治罪的情形，警方已立案侦查。
3月30日，无锡市在“应检尽检”人员核酸筛查中发现1人核酸检测初筛阳性，复核结果待出。经流调排查，该名初筛阳性人员于3月27日至29日期间在惠山区、梁溪区、江阴市等地有活动轨迹，3月27日曾乘坐地铁1号线从堰桥站至清名桥站，后自驾至盐城，从盐城乘坐G3173次列车至上海虹桥站，后转乘D2282次列车至无锡站，后乘坐地铁1号线至堰桥站。同日下午，无锡市在对一外省市阳性病例进行关联重点区域的核酸筛查中，发现一“10人混管”阳性，随即开展单人单管核酸采样和抗原检测，发现其中1人抗原检测阳性后，立即对其家人、同事进行管控和抗原、核酸检测。截至31日凌晨1时，共发现5人核酸检测阳性、2人抗原检测阳性，存在社会面扩散风险。该市31日发布通告，除划定封控区、管控区外，对锡山区、惠山区、滨湖区开展首轮全员核酸检测；市区各级各类学校除高三年级以外，暂停线下教学；全市所有校外培训机构（含托育机构）、托管机构暂停线下培训（照护）活动；市区除生活必需的超市、农贸市场、医疗机构、药店、餐饮企业（只提供外卖服务）等，其余各类营业场所、门店暂停营业；市区暂时停运所有营运车辆（含地铁），包括客运班线、旅游包车、城市公交、货运物流、出租车、网约车等；除骨灰安葬（放）需要外，全市关闭所有公墓、骨灰堂（塔陵）等骨灰安放场所，暂停开展群众现场祭扫活动。同时要求市民非必须不出门、非必要不离锡，主动配合开展核酸检测。确须离锡的，需持有24小时内核酸检测阴性证明。4月1日晚，无锡市在对集中隔离点管控人员核酸检测时发现一名（系第99号通告无症状感染者①的同事）初筛阳性。经市疾控中心复核为阳性，随即转运至市定点医院诊疗。
4月5日，无锡通报一起疫情防控应急状态下未落实企业主体责任问题。4月4日，叮咚买菜柿柿顺（江苏）电子商务有限公司无锡新吴分公司一辆来自上海的入锡货车，其驾驶员经道口核酸检测结果为阳性。该公司未严格执行《无锡市疫情防控第100号通告》中关于“点对点”接送的要求，存在疫情防控隐患和风险，无锡市新冠肺炎疫情联防联控指挥部决定对该公司作出暂停所有入锡车辆通行证审核、责令整改的处理意见。
4月7日，无锡市一名省内外市来锡人员朱某伟参加“10人混管”核酸检测时初筛阳性，4月8日经市级专家组会诊，诊断为确诊病例（轻型）。经调查，4月1日以来，朱某伟驾车往返外地，返锡后谎报行程轨迹，未主动向所在社区报备，未按照《无锡市疫情防控第78号通告》《无锡市公安局关于严厉打击涉疫情防控违法犯罪行为的通告》要求落实居家健康监测，致使疾病有严重传播危险，其行为触犯了《中华人民共和国刑法》第三百三十条之规定，涉嫌妨害传染病防治罪，警方已对其立案侦查，并将依法追究刑事责任，同时对朱某伟挂靠的无锡市伟宏运输公司立案调查。
在多轮局部区域全员核酸检测后，无锡于4月10日恢复地铁和部分公交线路运营，地铁除无锡火车站、无锡东站、无锡新区站暂不办理进站业务外，其他车站正常进出。多个商业综合体也恢复营业。4月11日起，无锡蠡园、梅园、鼋头渚、灵山胜境、惠山古镇和无锡动物园等景区非室内游览区域恢复开放，每日游客量控制在最大承载量的50%，且仅接待行程卡行程轨迹仅为江苏省无锡市的游客。4月20日起，无锡恢复市区出租车、网约车交通运营；恢复线上线下药店销售“退热、止咳、抗病毒、抗生素”等“四类”疫情监测药品。无锡市区文化馆、博物馆、图书馆等室内文化场所，健身房、游泳馆等室内体育健身场所，各类餐饮单位堂食也将按不超过50%核定容量有序恢复开放。网吧、酒吧、公共浴室、KTV、歌舞厅、影剧院、游戏游艺厅等密闭场所，棋牌室、麻将馆继续关闭。
4月14日起，无锡市恢复市区中小学幼儿园线下教学，全市托育机构恢复线下服务，各类校外培训机构、托管机构继续暂停线下培训（照护）活动；全市各级各类学校应按每日抽检不低于20%的比例要求，对学生开展核酸检测，确保一周内全覆盖；对教师、保安、校医、保洁、宿管、餐饮服务、邮快件收发等岗位人员必须落实每日一次核酸检测。市区中小学幼儿园师生员工（高三、初三年级除外）、全市托育机构工作人员返校须持48小时核酸检测阴性证明或24小时核酸采样记录，健康码为黄码或红码的、14天内有无锡市外旅居史的、处于封控区或管控区的、共同生活人员处于集中隔离或居家健康监测期间的师生员工暂不返校。

### 宿迁市
3月12日，宿迁市在对外省返宿人员筛查中发现1例无症状感染者，该无症状感染者3月3日乘坐高铁返回宿迁。
自3月29日以来，宿迁市连续新增8例无症状感染者。4月1日，宿迁市新冠肺炎疫情联防联控指挥部研究决定，4月1日5时至4月6日5时，宿迁市在中心城区（宿豫区、宿城区、宿迁经济技术开发区、市湖滨新区、苏宿工业园区、市洋河新区全域）实施静态管理，停止一切非必要流动和活动。所有人员非必要不离开静态管理区域，确有特殊需要，须经市疫情防控交通管控专班批准，并凭24小时核酸检测阴性证明方可离开；暂停公交、出租车、网约车等运行；疫情防控、紧急就医、生活保障、城市运行、应急处置等相关车辆，凭市疫情防控交通管控专班发放的“应急通行证”通行，其他车辆非必要不上路；各住宅小区(村庄)实行封闭式管理；除保障市民基本需要的医疗机构、药店、生活超市及农贸市场之外，其他营业场所、门店一律停业；所有中小学、职业学校等停止线下教学(封闭管理学校除外)；幼儿园(托幼机构)停止幼儿入园；各类高职院校实行封闭管理；除经批准的民生类重点基础设施项目实施封闭管理外，其他工地一律停工；除保障市民生活和城市基本运行的水、电、燃油、燃气、通讯、环卫、粮油肉菜供应等公共服务类企业外，其他企业一律停产；确需连续生产或停产有安全风险，并具备全封闭管理条件的，经所在区(功能区)疫情防控领导指挥机构批准后，方可生产；除骨灰安葬(放)需要外，所有公墓、骨灰堂等骨灰安放场所暂停开展群众现场祭扫活动；除承担防疫任务外，各级机关事业单位人员均实行居家办公或就地转为社区志愿者。4月5日下午，宿迁宣布在中心城区继续停止一切非必要流动和活动，每天7时开展大规模核酸检测，时间延长至4月8日零时。4月8日零时至4月10日24时，宿迁市中心城区由静态管理调整为严格管控，继续开展中心城区大规模核酸检测。4月11日0时至4月14日24时，宿迁市对中心城区管控措施进行适当调整，除4月12日、14日继续在中心城区开展大规模核酸检测外，宿迁市将有序恢复市内交通，城市公交、城乡公交、出租车、网约车等在严格落实防疫措施基础上恢复运营；中心城区范围内中小学、职业学校、幼儿园（托幼机构）等严格落实疫情防控措施，分批次有序恢复线下教学；宾馆、理发店等生活服务场所在严格落实防控措施基础上有序恢复营业；餐厅（馆）暂不开放堂食；各类休闲娱乐场所、公共文化场所、体育场所、宗教场所等继续暂停开放，允许开放的机关企事业单位、经营场所、交通场站等场所入场人员须用手机扫描“宿康宝场所码”。4月15日起，宿迁市中心城区餐饮服务单位恢复堂食服务，同一时间段堂食原则上不得超过座位数的50%，包间人数不得超过10人。
截至4月7日，宿迁市累计报告无症状感染者168例，多数为宿迁泽达学院有关人员。

### 扬州市
3月8日下午，接镇江市协查函，扬州经济技术开发区1名人员与外省（市）核酸检测阳性人员有过密切接触，扬州经济技术开发区随即启动应急响应，将该密切接触者转运至集中隔离点进行医学观察；3月9日凌晨，该密切接触者核酸检测初筛阳性。
3月13日，扬州市发布通告，要求所有外地来扬返扬人员，应在抵扬前或抵扬后立即向所在社区(村)和单位(或所住宾馆)报备；建议市民“非必要、不离扬”，确需离扬的人员，行前须向所在社区(村)、单位报备，返程后须及时向所在社区(村)、单位报备并做好健康监测；高速公路、国省干道、汽渡等出入口要严格落实各项查验措施，“两站一场一码头”、出租车(网约车)、公交车等要严格执行戴口罩、测体温、扫“扬城扫码通”、查验苏康码、行程卡等措施；休闲娱乐场所、公共文化场所一律暂停开放。高校、养老机构、福利机构、建筑工地、监所等场所一律实行封闭管理。其他正常开放的公共场所要严格执行戴口罩、测体温、扫“扬城扫码通”、查验苏康码、行程卡以及错峰、限流50%等措施，落实疫情防控措施不到位的一律关停。全市各级各类高校、学校(幼儿园)核酸检测，校外培训机构、托育机构一律停止线下培训教学。全市各类门诊部、个私诊所暂停诊疗服务。零售药店一律暂停“退热、止咳、抗病毒、抗生素”等四大类疫情监测药品销售。严格控制会议活动数量和规模，原则上暂停机关、企事业单位聚集性活动。
3月27日，扬州市新增本土无症状感染者1例，为外市来扬人员，在沪陕高速马集出口交通查验服务点对外市来扬人员例行核酸检测中发现。
3月28日，宝应县在对外省市来宝人员进行例行核酸检测中，发现1人核酸检测阳性，该人员于3月26日乘坐G7586次列车，14时21分到达宝应站，随后闭环转运至宝应县健康驿站。
从4月下旬起，扬州恢复开放部分场所。

### 常州市

#### 个案概况
3月13日，常州市在对外省市返常的重点人群筛查中，发现1人核酸检测初筛呈阳性；另对外省病例在江苏常州市密接人员的排查中发现3例核酸检测阳性。根据常州市发布的通告，病例1曾在3月12日由儿子自驾带其从上海回常，病例2为外地确诊病例密切接触者。截至当日下午1时，常州本轮疫情累计初筛阳性17例，其中钟楼区16例（含此前公布的3例），均为工地人员；新北区1例。3月14日15时—3月15日10时，常州新增核酸检测阳性个案11例，其中4例为确诊病例，7例为无症状感染者。3月15日10时-3月16日10时，市新增7例阳性个案，其中3例为确诊病例，4例为无症状感染者。3月16日15—20时，新增10例阳性个案，其中2例为确诊病例，8例为无症状感染者。2例确诊病例和5例无症状感染者在隔离管控中发现，2例无症状感染者在社区筛查中发现，1例无症状感染者在重点人群筛查中发现。3月16日20时—17日7时，新增9例无症状感染者，其中7例在隔离管控中发现，2例在社区筛查中发现。3月17日7时-15时，新增14例阳性个案，2例为确诊病例，12例为无症状感染者。1例确诊病例和6例无症状感染者在集中隔离管控中发现，1例确诊病例和4例无症状感染者在重点人群筛查中发现，2例无症状感染者在社区筛查中发现。当日下午召开的新闻发布会上通报，常州市三河口中学校门外因一位接孩子放学的家长未戴口罩，导致病毒在一定范围内快速传播，30多人被感染。3月17日15时-18日15时，新增无症状感染者10例，在隔离点、封控区、管控区排查中发现。3月18日15时-19日7时，新增无症状感染者7例，在隔离点、封控区、管控区发现。3月19日7时-19日15时，新增本土无症状感染者30例，在隔离点、封控区、管控区发现。3月19日15时-20日15时，新增本土无症状感染者38例，均在集中隔离点、封控区、管控区发现。3月20日15时-21日15时，新增本土确诊病例2例，无症状感染者28例，在隔离点、封控区、管控区发现。3月21日15时-22日15时，新增本土无症状感染者12例，在隔离点、封控区、管控区发现。3月22日15时-23日15时，新增本土无症状感染者14例，均在隔离管控中发现。3月23日15时-24日15时，新增本土无症状感染者9例，均在隔离管控中发现。3月24日15时-25日15时，新增本土无症状感染者5例，均在隔离管控中发现。3月25日15时-26日15时，无新增阳性感染者，这是本轮疫情以来常州市首次无新增。

#### 反应
3月13日，中共江苏省委书记吴政隆在常州检查指导疫情防控工作，强调要立即开展大规模核酸检测，抗原筛查和核酸诊断相结合，以最坚决最果断措施迅速切断传播链，坚决防止疫情扩散外溢。

##### 分区防疫
3月13日，常州市划定封控区、管控区，钟楼区全域为防范区。3月14日，常州市划定高、中风险区3个。3月15日，常州市新增6个中风险地区，新增封控区14个、管控区6个、防范区4个（武进区、新北区、天宁区、常州经开区全域）。3月23日，常州市新增9个高风险地区、5个中风险地区。3月28日，钟楼区清云澜湾项目工地（常州市钟楼区五星街道龙江中路8-2高架桥下）由高风险区调整为低风险区，新北区薛家镇顺园六村194栋、天宁区红梅街道新城蓝钻北区由中风险区调整为低风险区。3月31日，新北区三井街道世茂香槟湖97幢、118幢、137幢、138幢和钟楼区荷花池街道金禧园17幢商铺由中风险区调整为低风险区。4月3日零时起，天宁区青龙街道彩虹城（6幢、7幢）由高风险区调整为低风险区，天宁区青龙街道彩虹城由中风险区调整为低风险区，同步解除封控区（青龙街道彩虹城7幢乙单元）、管控区（青龙街道彩虹城）的疫情管控措施。4月4日起，天宁区青龙街道青龙苑（105幢、115幢、119幢、150幢、158幢、163幢、174幢）由高风险区调整为低风险区。调整后，常州市全域均为低风险地区。
3月27日零时起，常州市解除部分封控区、管控区的相关管控措施。

##### 核酸检测
疫情发生后，常州市对重点区域和全域全员同步开展了多轮核酸检测，覆盖天宁、新北全域和钟楼、武进、金坛、溧阳、经开区重点区域。截至3月20日15时，常州市累计采样2178万份，已出结果1773万份。

##### 调整防控措施
在常州市发现上海输入病例后，常州市升级疫情防控措施，全市养老院、精神病院、福利院、护理院等重点场所实行封闭管理，室内密闭场所暂停开放；全市中小学、职业学校、技工学校停止线下教学，各校组织开展线上教学活动；幼儿园（托幼机构）停止幼儿入园；各类校外教育培训机构暂停线下培训活动；公共交通、出租车、网约车落实戴口罩、体温检测、查验健康码和行程卡以及扫“场所码”，禁止红黄码人员搭乘，出租车（网约车）不得出常载客营运；取消或暂停全市各类公众聚集性活动。通告建议市民非必要不离常，确需离常的，须持有48小时内核酸检测阴性证明。根据常州市疫情防控2022年第3号通告，常州境内高速公路部分道口关闭。3月16日，常州市再次发布通告，建议市民非必要不出门，具备条件的单位可采取居家在线办公、远程办公等灵活办公模式。市内公共交通根据疫情防控进展情况，动态调整运营模式和服务时间；严格控制各类餐饮单位店内人流密度和营业时间，严格落实疫情防控各项措施，最大限度减少堂食。此外，全市小区外卖、快递、投递实行无接触配送。
3月18日起，常州地铁调整运营安排，行车间隔调整至最长每30分钟一班，临时关闭1号线新龙站、新桥站、外国语学校站；2号线海棠路站、怀德站、五角场站、紫云站、丁堰站，乘坐地铁需提供48小时内核酸检测阴性证明。结合封控区、管控区的动态调整，部分公交线路暂停运营。3月25日起，行车间隔高峰期调整至每15分钟一班，低峰期调整至每60分钟一班；3月28日起，行车间隔高峰期调整至每7分钟一班，低峰期调整至每30分钟一班；1号线的新龙站、新桥站，2号线的丁堰站、海棠路站，仍临时关闭。同日，常州市疫情防控指挥部决定利用3月19日、20日和21日集中开展两轮区域全员核酸检测。除溧阳市、金坛区之外，全市住宅小区、村一律实行封闭式管理，除参与疫情防控、核酸检测、投放垃圾、就医购药、购买生活必需品等，全体住户、车辆非必要不外出，非住户不得进入；各级机关、事业单位除承担防疫任务的工作人员外，均居家办公或就地转为社区志愿者；除保障市民生活和城市基本运行的公共服务类企业，其他企业合理调整生产经营时间，安排好员工调休；防疫物资生产企业和正在连续生产的企业，在严格落实疫情防控措施的基础上，有序组织员工就地参加所在地的核酸检测；除生活必需的生活超市、农贸市场、医疗机构、药店、餐饮类企业（暂停堂食、提供外卖服务）等，其余营业场所、门店暂停营业。3月20日起，常州站南广场进站口、出站口、售票厅暂时关闭，仅开放北广场。
此外，常州市加强对外地来常返常人员的防疫管理，所有从外地来常返常人员须在“两站一场”核酸检测1次后，纳入“3+11”健康管理；中高风险地区来常人员实行全流程监测管理。
3月24日，随着疫情社会面传播得到有效遏制，常州市决定有序调整管控措施。除封控区、管控区外的区域3月25日起有序解除封闭式管理，恢复常态化疫情防控措施；企业3月25日起有序恢复正常生产经营，所有进入企业的本地人员、本地职工需查验3月19日以来2次核酸检测阴性证明，健康码、行程码，测体温；外来人员、外地返岗员工需提供48小时核酸阴性证明；各级机关、事业单位3月25日起恢复正常上班（封控区、管控区内人员除外）。3月27日起，溧阳市、金坛区高三年级师生员工符合条件的可返校复学；3月28日起，武进区、新北区、天宁区、钟楼区、经开区高三年级师生员工符合条件的可返校复学。
4月1日起，常州有序恢复公交线路正常运营，全市各景区室外场所陆续有序开放，恢复迎客的景区将按照每日最大承载量的50%上限接待游客，室内游乐项目暂不开放。
4月4日起，因常州市全域转为低风险地区，常州市调整部分防控措施。离常人员不再查验48小时内核酸检测阴性证明，中高风险地区来常返常人员实施闭环管理，货运车辆司乘人员按照“龙城畅运”相关规定进行管理。出租车（网约车）继续不得出常载客运营。视相关省、市疫情风险等级程度再有序开放省、市道路客运班车、包车及毗邻公交。各类重点场所、公共场所、经营场所全面启用场所码，经营管理主体必须监督进入人员扫场所码。餐饮单位有序恢复堂食，用餐人数原则上不得超过座位数的50%，消费者须出示核酸检测阴性证明，测体温、扫场所码方可进店消费。恢复开放美术馆、博物馆、纪念馆、文化馆（站）、图书馆（城市书房），严格落实限流（不超过50%）、预约、错峰、通风等措施；养老机构、精神病院、福利院、护理院、监所等重点场所继续实行封闭管理；密闭场所继续暂停营业。4月6日下午起，溧阳市属地内学校符合条件的初一、初二和高一、高二年级师生员工返校复学；4月7日起，金坛区、武进区、新北区、天宁区、钟楼区、经开区属地内学校符合条件的初一、初二和高一、高二年级师生员工返校复学。4月11日起，常州市经学校主管部门现场审核验收通过的职业学校、技工院校和小学，可以组织符合条件的师生员工返校复学，其中小学四、五、六年级自11日起有序复学，小学一、二、三年级自12日起有序复学。
4月7日，常州市十七届人大常委会第一次会议审议通过《常州市人民代表大会常务委员会关于新冠肺炎流行期间佩戴口罩和使用场所码的决定》，要求在常人员在疫情防控期间应当按照要求规范佩戴口罩、主动使用场所码，对于未按照规定佩戴口罩或者未按照规定使用场所码的情形，相关场所的经营者、管理者发现后应当提示、劝阻，并可以依法拒绝其进入或者拒绝为其提供服务。
4月23日起，常州市恢复开放景区公园室内场所、影剧院、体育健身、美容美体、健康养生等经营场所，最大承载容量不超过50%，公共浴室、桑拿房、SPA会所、演艺场所、网吧、酒吧、KTV、室内歌舞场所、棋牌室（麻将馆）、游戏游艺场所、桌游室、剧本杀、密室逃脱等经营场所继续关停；药店恢复线上线下销售“退热、止咳、抗病毒、抗生素”等“四类”疫情监测药品；养老机构、精神病院、福利院、护理院等重点场所继续实行封闭管理。另外经属地主管部门现场审核验收通过的校外教育培训机构，在符合当地疫情防控要求的基础上，可以恢复线下培训。
5月10日起，常州市内公共浴室、桑拿房、SPA会所、演艺场所、网吧、酒吧、KTV、室内歌舞场所、游戏游艺场所、桌游室、剧本杀、密室逃脱等经营场所恢复开放，最大承载容量不超过50%，进入场所须持有48小时内核酸检测阴性证明。

##### 处置违法犯罪
自本轮疫情发生后，常州市公安局副局长孔令驹在3月17日举行的新闻发布会上表示，常州警方已经依法查处扰乱疫情防控秩序的违法行为19起。

### 泰州市
3月13日凌晨，泰州市泰兴市在外地返泰人员核酸检测中，发现1人初筛结果呈阳性，经市疾控中心复核结果为阳性，诊断为无症状感染者。该无症状感染者于3月8日-10日曾在上海闵行区停留。该市随后发布通告，除划定封控区、管控区和防范区外，同时加强社会面防控及交通管制。全市停止非必要聚集性活动，不开展线下节庆和各类会议、联欢、体育比赛等活动，“红事缓办、白事简办”，所有餐饮单位暂停堂食；旅游景区、室内文化场所、室内体育健身场所、娱乐场所、经营性服务场所一律暂停开放；零售药店全面暂停退热、止咳、抗病毒和抗生素等“四类药品”销售；济川街道、延令街道、姚王街道区域内幼儿园、中小学校（含中职学校）暂停一切线下教学，组织线上教学活动；暂时停运所有营运车辆；所有在泰兴人员“非必要不离泰兴”，确需离开泰兴的，须提供48小时内核酸检测阴性证明。当日，泰兴市进行了第一轮核酸检测，共采样806365人次，已出结果均为阴性。3月19日，泰兴市新冠肺炎疫情联防联控指挥部发布2022年第8号通告，自3月20日起，济川街道、延令街道、姚王街道区域内中小学校（含中职学校）、幼儿园恢复线下教学。
3月24日下午，靖江市在重点人群“应检尽检”的核酸检测中发现2例初筛阳性，样本经泰州市疾控中心复核为阳性，经省市专家组会诊，1例诊断为确诊病例（轻型），1例为无症状感染者。两名感染者为父子关系，在3月18日-24日曾往返靖江与上海进行蔬菜经营，期间曾利用多部手机分区域使用，刻意隐瞒行程，且未按照防疫通告要求主动向所在社区报备，也未落实健康管理措施，引发疫情传播风险，公安机关以涉嫌妨害传染病防治罪对两人立案侦查，并将依法追究刑事责任。之后在对集中隔离管控的密切接触者进行核酸检测中，发现3名阳性感染者，2例诊断为确诊病例（轻型），1例为无症状感染者，均为前述个案的家人。疫情发生后，靖江市发布通告，全市住宅小区、村（社区）实行封闭式管理，所有中小学校、幼儿园、高等学校暂停线下教学，各校组织开展线上教学。各级机关、企事业单位除承担防疫任务的工作人员外，均居家办公或就地转为社区志愿者；除保障市民生活和城市基本运行的公共服务类企业，其他企业一律停工停产；暂时停运所有营运车辆；除生活必需的生活超市、农贸市场、医疗机构、药店等，其余营业场所、门店暂停营业。截至3月26日，靖江市共采样634488人，至3月27日凌晨3:30检测结果全出，均为阴性。3月27日、28日，靖江市在对集中隔离管控的密接人员进行核酸检测中，发现2例检测结果阳性，均系第3号通告中无症状感染者1与第4号通告中无症状感染者2的子女。
4月10日，兴化市新增本土无症状感染者1例。该人员从沪返兴，在集中隔离点核酸检测异常，在兴化境内实现全程闭环管控。

### 镇江市
3月9日，镇江市润州区接扬州市疾病预防控制中心协查函告，1名核酸检测阳性人员3月7日在当地活动过，该人员在3月6日23时39分乘坐K1506次列车从上海出发，于3月7日2时40分在镇江站下车，下车后在火车站北出口大厅及广场区域活动。
3月15日，句容市在对外省市来镇的重点人群筛查中，发现1人核酸检测初筛呈阳性，市疾控中心复核为阳性，经市级专家组会诊诊断为确诊病例；同日中午，其返程同行的一名密切接触者核酸检测初筛呈阳性，经市级专家组会诊诊断为无症状感染者。经初步流调显示，无症状感染者曾于3月11日自驾车从宝华镇出发到上海接确诊患者返回。翌日，句容市发布通告，收紧防控措施，建议市民非必要不离句，确需离句的，必须持有48小时内核酸检测阴性证明，且健康码为绿码。镇江市以外来句返句人员，一律实行“3天居家健康监测+11天跟踪健康监测”；居民小区仅保留一个出入口；公共交通、出租车、网约车要严格落实戴口罩、查验健康码和行程卡等措施，严禁搭载红黄码人员、行程卡带星号且无48小时核酸检测阴性证明人员；出租车（网约车）不得出句载客营运。此外，养老院、精神卫生服务机构、福利院、护理院等重点场所实行封闭管理；暂停室内密闭公共场所运营；取消或暂停全市大型会议、活动、节庆、论坛、培训、演出等各类公众聚集性活动；全市范围内的诊所、门诊部（不含医院内部设置的门诊部、一体化管理的卫生室和社区卫生服务站）全部停诊；零售药店全面暂停“退热、止咳、抗病毒、抗菌素”等四大类疫情监测药品销售。根据分区防疫的策略划定封控区、重点管控区和临时管控区（宝华镇除15个封控区、4个重点管控区以外），句容市其他区域（除宝华镇外）为防范区。学校教育方面，3月16日-18日高三年级实行校内封闭管理，落实严格的管控措施，开展线下教学，其余所有学校和年级一律封闭管理、停止线下教学，组织开展线上教学活动；幼儿园（托幼机构）停止幼儿入园。各类校外教育培训机构暂停线下培训活动。镇江在3月17日发布通告，全市范围内娱乐经营场所一律暂停营业，诊所、门诊部（不含医院内部设置的门诊部、一体化管理的卫生室和社区卫生服务站）全部停诊，全市公墓、骨灰堂等骨灰安放场所全部关闭，暂停开展现场祭扫和骨灰安放活动。
4月5日，因南京市疫情趋稳，句容市恢复“宁句联防联控卡”办理，宁句通勤人员凭“宁句联防联控卡”通勤时可豁免“3+11”健康管理措施。然而在4月7日晚，句容市宝华镇在当日区域核酸检测采集样本中，发现混管核酸检测异常情况，句容市发布通告，“宁句联防联控卡”暂停办理和使用，全市所有学校一律封闭管理、停止线下教学，组织开展线上教学活动；幼儿园（托幼机构）停止幼儿入园；各类校外教育培训机构暂停线下培训活动；公交车、出租车、网约车等一律暂停运营；宝华镇全域实施临时管控措施，人不出区、严禁聚集。4月12日起，宝华镇全域范围调整为封控区，全镇居民停止一切非必要流动。4月24日8：00起，南京、句容恢复实施区域一体化联防联控，“宁句联防联控卡”恢复办理和使用。
4月26日起，镇江市前期因疫情暂停营业的部分场所、机构，经行业主管部门会同属地政府（包括街道、镇）实地检查、验收合格，在严格落实张贴“镇江通行码”（即场所码）、扫码测温、规范消杀等疫情防控措施的前提下，按照接待人数不超过正常容量50%的标准有序开放；密闭经营场所继续暂停营业；诊所、门诊部恢复诊疗服务；恢复线上线下药店销售“退热、止咳、抗病毒、抗生素”等四类药品。
5月8日起，镇江市除棋牌室（含麻将馆）外其余暂停营业的部分场所、机构，经行业主管部门会同属地政府（包括街道、镇）实地检查、验收合格，在严格落实张贴“镇江通行码”（即场所码）、扫码测温、规范消杀等疫情防控措施的前提下有序开放。所有开放经营的室外场所和室内场所接待人数分别不得超过正常容量75%和50%；安排专人负责测温验码、督促所有客人佩戴口罩、扫“镇江通行码”。禁止扫“镇江通行码”发现异常（弹窗提示扫码人员处于健康监测、封闭管理期间）的人员和行程卡带*号人员进入。

### 盐城市
3月15日，盐城市收紧防控措施。根据通告，所有外省外市来盐返盐人员在抵盐前或抵盐后6小时内必须向所在社区（村）和单位（或所住宾馆）报告，严格落实“3+11”健康管理措施。前3天居家健康监测安装门磁，不得出门；后11天跟踪健康监测期间须规范佩戴口罩，且不得参加会议、不得进入公共场所、不得参加聚集性活动、不得乘坐公共交通工具。前7天和第10、14天各开展一次核酸检测。交通管控方面，盐城市在全市高速路口、国省干线、水路通道设置查验点，实行“逢车（船）必查、逢人必检行程卡”。行程卡标示外市外省，且不能提供48小时内核酸阴性证明的人员（盐城籍和长期在盐工作生活的非盐城籍人员除外）一律劝返；交通场站严禁行程卡带*号的人员进入；出租车（网约车）不得乘载行程卡带*号的乘客、不得出盐载客营运。社会面管控方面，室内场所、宗教场所一律暂停开放；暂停大型线下会议、会展、节庆、赏花等各类公众聚集性活动；落实高校校园封闭管理，加强中小学、幼儿园出入管理，严格师生员工（包括其共同生活家人）健康监测，校外培训机构、老年大学、托育机构一律暂停线下培训教学。人员往来方面，坚持“非必要不离盐、非必要不来盐”，所有来盐离盐人员均须持48小时核酸检测阴性证明。
3月17日，盐城市在沈海高速东台南沈灶出入口查验点对来盐返盐人员核酸检测中，发现1例核酸检测阳性人员，当地立即启动应急响应机制。3月18日，经疾控中心复核和市级专家组诊断为无症状感染者，其后当地划定封控区、管控区和防范区。3月19日，在集中隔离点检测出第2例阳性感染者，为第1例病例的同车驾乘人员。21日，射阳县发现1例外省返盐人员核酸检测阳性，该人员3月17日-18日曾在上海停留。22日，东台市在外省（市）来盐人员中发现1例无症状感染者，该人员3月18日曾在上海闵行区、浦东新区活动。23日，亭湖区在外省（市）来（返）盐人员中发现1例核酸检测阳性病例，该人员3月19-20日在上海嘉定区活动，21日从上海虹桥站乘C3790次列车返盐。同日，又在外省（市）来（返）盐人员中发现1例核酸检测阳性病例，该人员3月20日从上海自驾货车回盐。24日，盐城市在外省（市）来（返）盐人员中发现1例核酸检测阳性人员，该人员3月23日从上海回盐。25日，盐城市在外省（市）来（返）盐人员中发现2例核酸检测阳性，经专家组诊断均为无症状感染者，均有上海旅居史。29日，盐城市在外省（市）来（返）盐人员中发现1例核酸检测阳性，已转运至市公共卫生临床中心隔离医学观察，经专家组诊断为无症状感染者，该人员3月24日至28日曾在外市停留。3月30日，盐城市在外省（市）来（返）盐人员中发现2例核酸检测阳性，均已转运至市公共卫生临床中心隔离医学观察。4月2日，盐城市在外省（市）来（返）盐人员中发现1例核酸检测阳性，系3月30日乘坐G3174次列车至盐城站的人员，19时乘出租车回射阳集中隔离。4月2日，盐城市在一艘返盐渔船船员中发现15例核酸检测阳性，均已转运至市公共卫生临床中心隔离医学观察，经专家组诊断为确诊病例6名（4名轻型、2名普通型）、无症状感染者9名。4月3日，盐城发布通告，2日在集中隔离点发现1例上海来（返）盐人员核酸检测阳性，系乘坐D2136次动车返盐，19时09分抵达滨海港站的人员；4月3日在外省（市）途经盐城人员中发现1例核酸检测阳性。4月6日，盐城市在集中隔离点发现3例核酸检测阳性人员，其中1例为外省（市）返盐人员，系从外省（市）中转乘D2136次列车返盐。4月8日，盐城市在集中隔离点发现1例外省（市）返盐人员核酸检测阳性，该人员系外省（市）援助方舱医院建设结束自驾返回盐城建湖，闭环转运至建湖县永林酒店集中隔离点隔离。4月17日12时-18日12时，射阳县发现12例核酸检测阳性人员，其中一人为上海返射货车司机。4月18日12时—19日12时，盐城市在集中隔离点发现8例核酸检测阳性人员，其中一人为滨海县上海返盐人员。
3月25日起，盐城市分三个时段分区域开展全员核酸检测，但仍有部分市民没有进行核酸检测，故盐城市发布提醒，要求尚未参加全员核酸检测的居民于3月29-31日到就近的核酸采样点进行核酸采样。4月1日起，“两站一场一码头”，商场超市、农贸市场、酒店宾馆、餐饮等公共场所以及各小区、各单位对无3月25-31日期间核酸检测结果阴性证明的，一律不得入内。
4月27日，盐城市新冠肺炎疫情联防联控指挥部发布通告，决定分批次有序恢复开放部分公共场所。4月28日起开放健身房、游泳馆、瑜伽馆、体育舞蹈房、剧院、电影院、美容院、公共浴室和足浴店（大堂不开放）、采耳店、保健按摩店、校外培训机构；4月30日起开放网吧、KTV歌厅、舞厅、游戏游艺厅；5月5日起开放药店销售“退热、止咳、抗病毒、抗生素”等“四类”药品、老年大学、托育机构、宗教场所。恢复开放的公共场所实行申请承诺制，向行业主管部门提出申请，签署承诺书后有序开放，严格落实“错峰、预约、限流”等措施，单一场所不超过最大承载容量的50%、单个密闭空间不超过50人。严格落实“三查一测一扫”(查验健康码、行程卡、48小时核酸检测阴性证明，测量体温，扫“场所码”)、规范佩戴口罩等防控措施，未佩戴口罩、无48小时核酸检测阴性证明、行程卡带*号人员一律不准进入。非本人服用“四类”药品，购买人须提供服药人的48小时核酸检测阴性证明，签订承诺书。
5月21日，盐城市在集中隔离点发现1例外省（市）返盐闭环管理人员核酸检测阳性，已转运至市公共卫生临床中心隔离医学观察，经专家组诊断为无症状感染者。该人员5月19日乘坐G8294次列车回盐，出发前已提前报备。

### 淮安市
3月14日，淮安市新冠肺炎疫情联防联控工作指挥部发布消息，暂停室内密闭公共场所运营。加强全市各级各类高校、中小学（幼儿园）核酸检测工作，严格落实校园各项防控措施，加强校园出入管理、师生员工健康监测等。全市各类校外教育培训机构一律停止线下培训教学。建议市民非必要不离淮。15日，淮安市发布通告，要求所有市外来返淮人员，抵淮时须持有48小时内核酸检测阴性证明、健康码绿码，抵淮后立即进行核酸检测。所有市外来返淮人员严格实行“3+11”健康管理措施，即3天居家健康监测+11天跟踪健康监测。3月30日，淮安市决定于3月30日7时至4月1日21时在全市开展全员核酸检测。
3月31日，淮安市淮阴区对集中隔离点医学观察人员例行核酸检测时，发现1例核酸检测阳性人员，系乘坐高铁从省外抵达淮安东站。

### 连云港市
4月11日，连云港市在集中隔离点发现本土确诊病例1例、无症状感染者1例，均已转运至市定点医疗机构隔离治疗或隔离医学观察，均为援建上海方舱项目点返连人员。

## 浙江省
6月8日，浙江省新型冠状病毒肺炎疫情防控工作小组办公室发布《关于科学精准调整上海来浙返浙人员健康管理措施的通知》。通知表示，鉴于上海疫情形势逐步向好，正有序恢复正常生产生活秩序，向常态化疫情防控转换，结合上海市公布的感染者信息，决定对上海来浙返浙人员实行分级分类健康管理措施，取代原有的所有上海来浙返浙人员一律实施“7天集中隔离医学观察+7天居家健康观察”的措施。其中：
1. 对上海市中高风险地区所在乡镇(街道)或7天内有本土社会面阳性病例的乡镇(街道)来浙返浙人员实行“7天集中隔离医学观察+7天居家健康观察”。其中居家健康观察期间，在第2、7天各进行1次核酸检测。
2. 对上海市中高风险地区所在区或7天内有本土社会面阳性病例的区来浙返浙人员实行“7天日常健康监测”。日常健康监测期间，在第1、2、3、7天各进行1次核酸检测，同时需满足所在地常态化核酸检测要求。
3. 对上海市其他地区来浙返浙人员实行“7天日常健康监测”。日常健康监测期间，在第1、7天各进行1次核酸检测。同时需满足所在地常态化核酸检测要求。

上述人员在日常健康监测期间，要求控制活动范围，不乘坐公共交通工具，不参加会议、会展、旅游、聚餐等聚集性活动，不进入学校、托育机构、养老院、福利院等特定机构，不进入影剧院、歌舞厅、浴室、网吧等室内密闭场所，不开展线下教学、培训等活动，外出时须全程规范佩戴口罩，切实保持安全社交距离，原则上在结束日常健康监测前不离开所在县（市、区）。
但对于因乘坐高铁短暂途径上海虹桥站、上海站、上海南站等站点的，无需实行站点所在乡镇（街道）的健康管理措施。而对尚在集中隔离医学观察的上海低风险地区来浙返浙人员，经核酸双采双检结果均为阴性后，可解除集中隔离，转入7天日常健康监测，在第1、7天各进行1次核酸检测。

### 嘉兴市

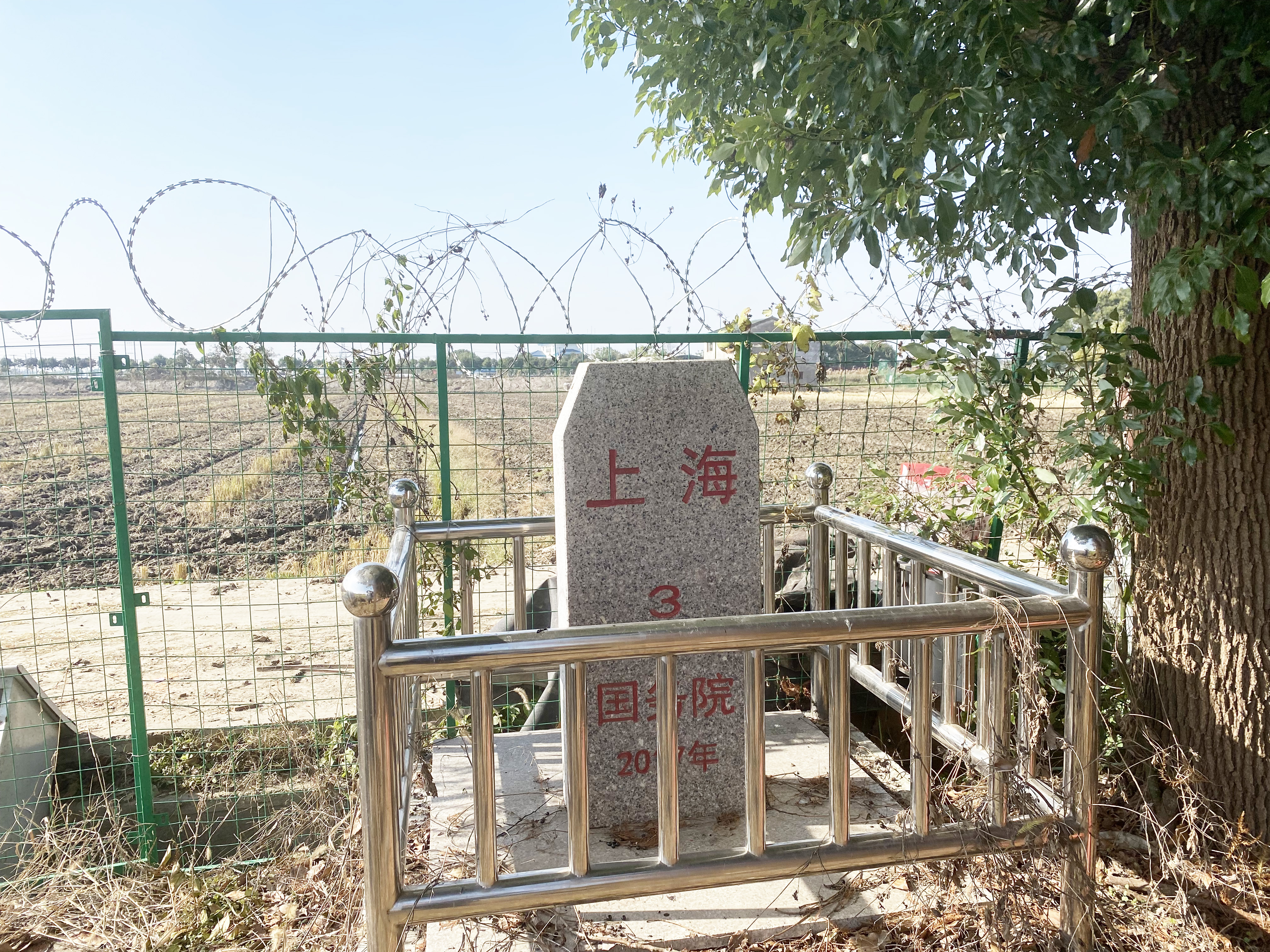
为避免疫情传播，位于沪浙边界的农田设立围栏与刀刺网以阻隔通行

3月5日11时15分，嘉善县发现一例初筛核酸检测阳性人员，经市、县疾控中心复核，结果仍为阳性，判断为无症状感染者，系奥密克戎变异株。该病例曾多次到过上海市。截至3月5日22时，此次疫情排查到密切接触者27人，均已落实闭环管控，次密切接触者190人也已落实闭环管控。重点区域核酸检测已完成采样106991人，完成相关场所的物品、环境样品检测26份，检测结果3份阳性，其余为阴性。
3月13日，平湖市疾控中心发现1例初筛阳性，并经复核确认为阳性感染者。截至3月15日，平湖累计报告24例个案，阳性感染者传染源头均与上海报告确诊病例奚某某有关，所涉及病例活动范围广，轨迹复杂，涉及体育中心、餐馆、台球馆、菜场、寺庙等多个公共场所，产生大量密接、次密接等风险人员，引起后续社区传播的风险较大。另外，平湖与上海人员交往极为密切，每日通勤人员近3000人。由于上海疫情处于持续发展期，存在较大的疫情输入风险。
3月18日，海宁市通报新增3例阳性病例，其中许村镇2例，有1例曾乘坐自上海虹桥站始发的G1329次列车到临平南站。
3月23日，嘉善县发现1例初筛阳性并经复核确认为阳性感染者，后诊断为无症状感染者。该人员曾在3月18日-20日凌晨驾车前往上海市松江区浦南猪肉批发市场进货。
3月27日，嘉善县公安局通报，3月23日23时，马某叶从省外中高风险地区返善，在明知自己行程卡带星的情况下，联系马某宾代为驾驶车辆并躲避高速出口防疫检查，且未主动向社区报备、未落实相应健康管理措施，造成社会面传播风险。3月27日，马某叶确认为阳性感染者，其后两人均因涉嫌妨害传染病防治罪，已被嘉善县公安局立案调查。翌日，秀洲区报告1例省外来秀阳性感染者，系在沪杭高速杭州方向王店北出口防疫检查点以“双采双检”（抗原+核酸）方式发现。
4月2日，海宁市发生新一波本土疫情。浙江省卫生健康委副主任孙黎明在4月6日召开的新闻发布会上介绍称，经流行病学调查和基因测序比对，本轮疫情为近期疫情高发的省外周边城市来浙人员引起的一起局部聚集性疫情。其零号病人姜某某系一名流浪乞讨人员，籍贯安徽利辛县，3月29日晚乘坐D3059次列车抵达嘉兴南站，后一直在南站附近，3月30日11时乘坐出租车离开南站。3月30日中午后至4月5日上午在海宁市海昌街道紫阳街周边、硖石街道沙泗浜社区周边活动，曾进入硖石街道多家店铺进行乞讨，通过比对发现共有十余名阳性病例与该男子存在“同时空”情况。后于4月5日下午在桐乡市屠甸镇活动。调查还发现，该男子夜间留宿于无人看管的店铺、公厕等场所，卫健部门对其留宿的场所及遗留物品进行采样检测，发现多个样品呈阳性。随后嘉兴市县两级公安机关成立“零号病例”核查专班，对该男子开展全面调查。4月6日凌晨，警方在桐乡市屠甸镇找到姜某某并加以控制，连夜将姜某某带回海宁隔离，对其进行核酸检测，结果为阳性。该人员从省外高风险地区流入嘉兴市，具有超强传播性，且拒不配合流调工作，违反《中华人民共和国传染病防治法》等相关规定，公安机关已对其立案调查。截至4月6日24时，海宁市累计报告本土阳性病例110例。海宁市自4月3日14时起启动重大突发公共卫生事件II级应急响应，要求市民非必要不外出、不扎堆、不聚集；辖区内所有学校、幼儿园、托幼托育机构及线下培训机构暂时停课停学；除超市、商场、药店、农贸市场等生活必需的服务类场所，其余经营性场所全部暂时关闭。各类景区暂停开放；暂停各类文艺演出、展销促销等活动。“红事”缓办，“白事”简办，宴会一律不办，饭店、餐馆等不得堂食，仅供外卖；从严控制各类会议；严格管控高速出口，除保障生产、生活、防疫等重点物资运输外，暂停车辆进入；国道、省道车辆可过境，人员不得下车；杭海城际铁路、出租车、公交车、长途客运车辆等公共交通暂停营运。此次启动距因上一轮疫情启动重大突发公共卫生事件II级应急响应全面解除仅过去38小时。4月5日起，海宁市应急响应级别提升至Ⅰ级，对全市实行临时封闭管理，实施交通管制；除群众生活必需的菜场、超市、药店等场所外，其余经营性场所全部关闭；学校、幼儿园及培训机构全部停课；除防疫需要、民生保障、涉及重大安全的企业外，其他企业一律停工，所有工地全部停工；所有医院对现有住院患者实行封闭管理，所有养老机构实行封闭管理；封闭市区高速出入口，原则上不进不出。
4月12日，秀洲区在嘉兴南站出站卡口发现1例省外来秀阳性感染者陈某某，系乘坐D2281次列车的旅客。
5月2日，嘉善縣公安局副局長錢金海通報，4月26日晚，司機張某招攬呂某某、戴某等7人，搭乘其駕駛的非法營運車輛從上海來善，在被勸返後將7人在高速匝道放下，自行駕車返回。7人在明知自己「行程碼」帶星的情況下，翻下高速公路護欄，逃避防疫檢查進入嘉善縣，後被工作人員查獲，呂某某、戴某后確診為陽性感染者，縣公安局立即開展調查。警方对張某、呂某某、戴某等三人以涉嫌妨害傳染病防治罪立案調查，其中張某已逃離嘉善，4月30日被上海警方抓獲；將呂某某、戴某轉運至定點醫院，待治療後將依法予以處罰；對其餘5名同乘人員待隔離管控結束後依法處理。

### 杭州市

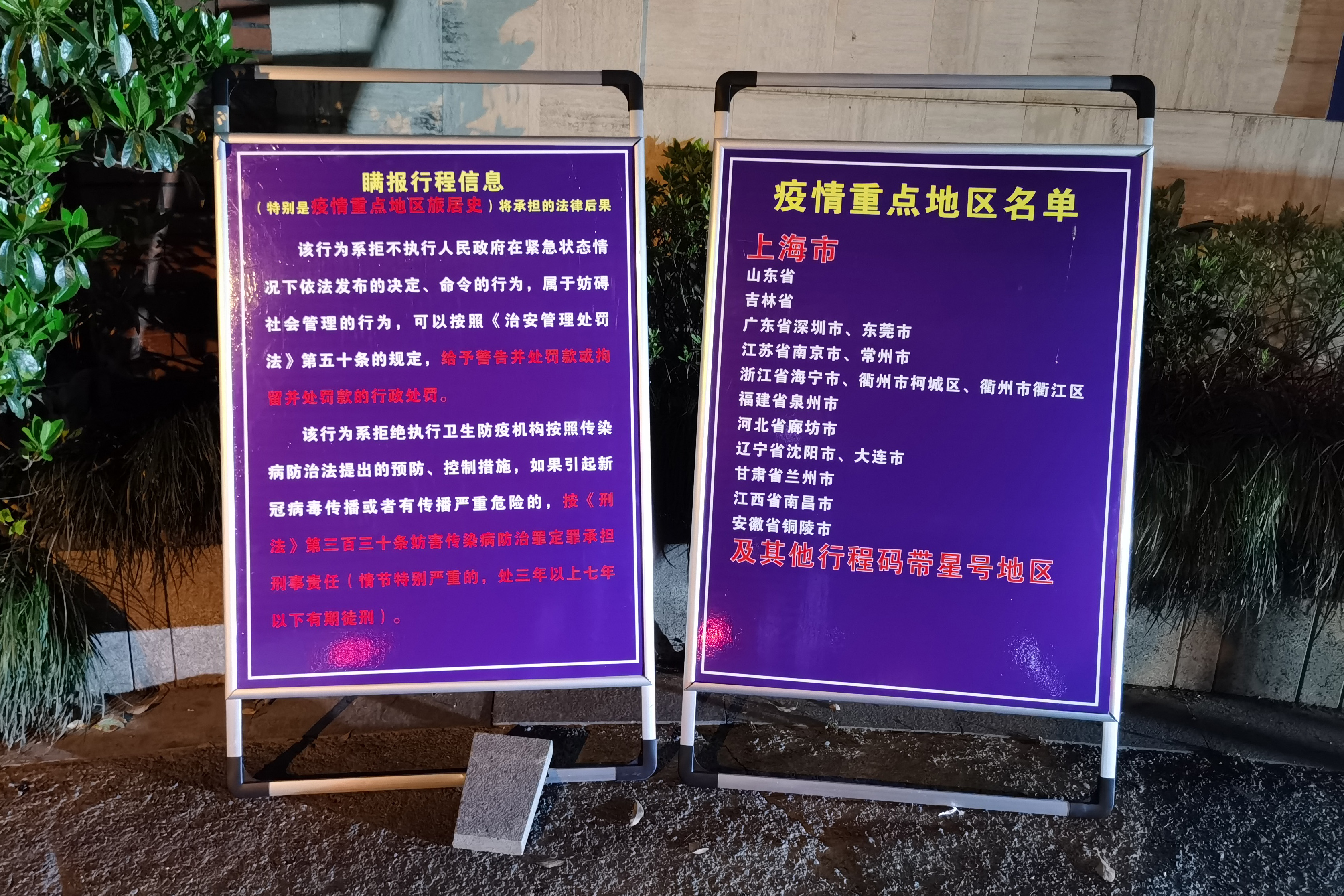
杭州一社区列出的疫情重点地区名单中，上海市被着重指出

3月10日，杭州市公布当日新增2例确诊病例，其中1例确诊病例在3月5日-6日在上海出差，3月6日乘坐T77次列车到达杭州。
3月28日0-5时，杭州新增1例确诊病例，系外市返杭人员。
3月30日0-15时，杭州新增2例无症状感染者，均为外市疫情重点地区来杭人员。
3月31日，杭州通报2例上海相关无症状感染者，分别为3月28日乘坐D3141次列车抵达临平南站后即被集中隔离的人员和3月30日G1305次列车抵达杭州东站后即被集中隔离的人员。
4月6日0-11时，杭州新增1例无症状感染者，该人员曾于4月5日乘坐K1805次列车抵杭，行程轨迹包括地铁城站站、近江站、杭州万象城和杭州来福士中心。该人员与同行者从省外疫情中高风险地区来杭，在接受防疫工作人员调查期间因刻意隐瞒行程，造成社会面传播风险，已被上城区公安分局依法立案调查。受此影响，5日晚有2000余人在来福士中心滞留，并于当天23时40分起有序接受现场核酸采样，采样约于6日凌晨2时结束。在对确诊病例涉及行动地点开展密接、次密接排查后，除个别重点人员外，其余人员在核酸采样后被赋黄码，从4月6日起实施7天居家医学观察+7天居家健康监测。经过全面消杀后，4月6日早上10时，杭州来福士中心恢复正常营业。同日晚通报，杭州来福士中心2000余名滞留人员第一轮核酸检测结果均为阴性，后续核酸检测将由人员所在居住地社区开展。
4月15日0-23时，杭州新增5例无症状感染者，其中2例涉及G7375次列车。
4月18日0-10时，杭州新增2例无症状感染者，其中一人系乘坐G7511次列车抵达杭州东站。
5月27日，杭州新增1例无症状感染者，为卡口拦截。该人员系艺人金莎，原计划自上海出发前往杭州从事拍摄工作。

### 舟山市
3月16日22时30分，嵊泗县在例行核酸采样检测中发现一份10:1混采标本核酸检测结果异常。3月17日3时，经嵊泗县疾控中心和县人民医院双采双检，显示1名人员检测结果为阳性，经市疾控中心复核检出病毒为奥密克戎变异毒株。经专家组研判，该感染者诊断为临床确诊病例，轻型。该地随后暂停全县范围内水上客运航班、城市公交、出租车运营。3月20日，嵊泗县通报该病例与上海松江疫情属同一传播链。

### 丽水市
3月18日6时，丽水市莲都区发现1例无症状感染者，该感染者于3月15日8:24从上海乘坐G7325次返莲，乘坐出租车到白云街道白云小区家中，并纳入“3天居家健康观察+11天日常健康监测”健康管理。3月19日22时，莲都区新增1例无症状感染者，系3月18日通报的无症状感染者的家人。

### 台州市
3月29日，台州市椒江区发现1例初筛阳性，经复核阳性，诊断为无症状感染者。该人员在3月25日从上海虹桥乘坐D3201次列车到达台州站。
3月31日，台州市路桥区在集中隔离点发现1例初筛阳性，经复核阳性，诊断为无症状感染者。该人员3月28日9时35分乘坐D3205次从上海虹桥站出发到台州西站，由专车点对点闭环转运至隔离酒店进行集中隔离医学观察。
4月13日，临海市发布通告，在集中隔离点发现1例初筛阳性，经复核阳性，诊断为无症状感染者。该人员4月12日上午8时47分乘坐D2281次列车到台州西站，由专车点对点闭环转运至临海隔离酒店进行集中隔离医学观察。
4月25日，天台縣發佈通告，在集中隔离点發現2例2019冠狀病毒病初篩陽性，經複覈陽性。该2名阳性感染者爲洪某可（男，46岁）、洪某领（男，52岁），均系省外援建人员。4月25日凌晨乘转运专车返回天台，从上三高速白鹤出口直接闭环转运至隔离酒店，进行集中隔离医学观察。
4月27日，天台縣發佈通告，在集中隔离点發現1例2019冠狀病毒病初篩陽性，經複覈陽性。該名陽性感染者爲洪某（男，50岁），系省外援建人员。4月25日凌晨一行16人（均为省外援建人员）乘转运专车返回天台，从上三高速白鹤出口直接闭环转运至隔离酒店，进行集中隔离医学观察，在台州无密切接触者和次密切接触者。
4月28日，天台縣發佈通告，發現1例2019冠狀病毒病初筛阳性。同日20:00，天台縣發佈通告，新增新型冠状病毒陽性感染者3例，本輪累計報告陽性感染者4例。隨即，天台縣於當日19:30至23:00面向全縣居民開展核酸檢測工作。
4月29日，天台縣召開新聞發佈會，宣佈截至2022年4月29日11:30，天台縣累計報告2019冠狀病毒病感染者10例、初篩陽性感染者2例。同日，天台縣發佈公告，發現5例2019冠狀病毒病初篩陽性，本輪累計2019冠狀病毒病感染者15例。
4月30日，天台縣發佈通告，4月30日0時至12時，新增2019冠狀病毒病感染者5例，本輪累計2019冠狀病毒病感染者20例。
5月1日，天台縣發佈通告，4月30日12時至24時，新增2019冠狀病毒病感染者2例，本輪累計2019冠狀病毒病感染者22例。
5月2日，天台縣發佈通告，截至5月1日24:00新增2019冠狀病毒病感染者4例，本輪累計2019冠狀病毒病26例
5月3日，天台縣發佈通告，5月3日0時至12時，新增2019冠狀病毒病感染者5例，本輪累計2019冠狀病毒病感染者35例。
5月4日，天台縣發佈通告，5月3日12時至24時，新增2019冠狀病毒病感染者7例，本輪累計2019冠狀病毒病感染者42例。
5月5日，天台縣發佈通告，5月4日新增2019冠狀病毒病感染者3例，本輪累計2019冠狀病毒病感染者45例。
5月16日2时30分，黄岩区在集中隔离点发现1例初筛阳性，经复核阳性，诊断为无症状感染者。该人员5月15日前均居住在省外。5月15日12时07分，乘坐G7511次动车从上海虹桥站出发到台州西站，由专车点对点闭环转运至隔离点进行集中隔离医学观察。

### 金华市
3月26日10时40分，金华市兰溪市发现1例初筛阳性人员，经金华市疾控中心复核阳性。该人员曾住浦东新区三林镇海三杨新村，后自驾回兰溪。
4月2日8时40分，经金华市疾控中心复核，义乌市发现1例确诊病例，为集中隔离点检出。该患者乘坐T81次列车于3月30日19时08分从外省疫情重点地区抵达义乌，在义无固定住所。

### 绍兴市
3月30日，绍兴市诸暨市对集中隔离点人员进行例行核酸检测，其中一名外省来诸隔离人员核酸检测初筛阳性。该人员3月29日从外省乘坐G1377次列车，于上午10点51分到达诸暨站，下车后立即纳入闭环管控，送集中隔离点隔离。
4月4日，上虞区一份样本核酸检测初筛阳性，该人员系外地货车司机，运输路线为昆山—福建，途经上海，在上虞蒿坝道口下高速。

### 宁波市
3月31日，宁波前湾新区在集中隔离点发现1例阳性感染者。该感染者于3月28日乘坐D3205列车抵余姚北站，由新区转运专车点对点至住所实施居家健康观察。
4月8日，余姚市发现1例集中隔离点核酸检测初筛阳性人员。20时10分，经宁波市疾控中心复核，确诊阳性。该人员自省外乘坐D3101次列车于4月7日晚到余姚，后由专车点对点闭环转运至集中隔离点。
4月12日晚，鄞州区在集中隔离点发现1例初筛阳性感染者，为4月12日中午通告的确诊病例的密切接触者。该感染者居住于浙江万里学院钱湖校区，为在读学生，实习于宁波山海驳信息科技有限公司，已完成疫苗3针接种。4月8日上午乘坐D2281次前往台州，下午从台州乘坐G344次返回宁波。

### 温州市
3月31日，瑞安市发现一例初筛阳性人员，4月1日凌晨1时44分，该人员复检结果为阳性，为外省确诊病例的密切接触者。该人员在3月28日傍晚乘坐D3141次在瑞安站下车。4月1日，瑞安市教育局决定全市所有学校暂时停课，线下培训一律暂停。
4月1日，鹿城区在集中隔离点发现2例阳性感染者，两人3月30日从外省同车乘坐G7591班次于15：46抵达温州南，抵达车站后由卡口专车点对点闭环转运到集中隔离点。
4月2日，龙港市高速路口送检的1份1:10核酸检测混采样本中检测到异常。经龙港市人民医院检测，其中1例初筛结果为阳性，该人员3月31日上午从上海驾车到达瑞安市塘下下高速，走国道开往苍南县金乡镇，中午开货车至金乡镇尼西镜面铝材批发卸货，之后回到龙港市。同日苍南县发现1例初筛阳性人员，系外地动车回苍人员筛查中发现，该人员3月30日傍晚乘D3141次在苍南站下车，随后到通福路城北小区家中。
4月3日，乐清市发现1例初筛阳性人员，系外地动车返乐人员筛查中发现。该感染者女儿3月24日陪同其前往上海某医院看病，3月30日乘D3141次与女儿从上海返乐。

## 安徽省
3月15日起，鉴于疫情形势，池州市九华山、马鞍山采石矶、芜湖市马仁奇峰、芜湖大浦景区、安庆市五千年文博园、阜阳颍淮花园、旌德县8家A级景区、和县部分景区、含山县部分景区等多家景区宣布暂停开放。
4月8日，安徽省考试院宣布，安徽省2022年普通高等学校体育专业课统一考试开考时间由原定的4月21日延期到5月6日。
6月18日，安徽省调整对上海来(回)皖人员健康管理措施。其中：
1. 对上海市中高风险地区所在乡镇(街道)或7天内有社会面感染者的乡镇(街道)来(回)皖人员，实行“7天集中隔离医学观察+7天居家健康监测”。居家健康监测期间，在第2、7天各进行1次核酸检测，其中第7天实行“双采双检”。
2. 对上海市中高风险地区所在区或7天内有社会面感染者的区来(回)皖人员，需提供48小时内核酸检测阴性证明，并实行“7天日常健康监测”。日常健康监测期间，在第1、2、3、7天各进行1次核酸检测。
3. 对上海市其他地区来(回)皖人员，实行“7天日常健康监测”，前期已集中隔离的“双采双检”阴性后即可解除隔离，转入7天日常健康监测。日常健康监测期间，在第1、3、7天各进行1次核酸检测。[341]

### 宿州市
3月9日，宿州市埇桥区发现省外返乡人员核酸检测阳性，已送至定点医院医学观察，临床专家诊断为无症状感染者。该感染者3月8日乘坐G1818次从上海虹桥站至宿州东站；同日，泗县发现1例无症状感染者，自上海市徐汇区返回。
3月14日，宿州市发布进一步加强疫情防控工作通告，要求全市暂停举办各类大型会议、线下培训等活动，提倡各类会议、培训采取线上形式举办；各级党政机关、企事业单位确需举办会议、活动的，应报属地疫情防控应急指挥部批准；对不符合疫情防控要求的棋牌室、电影院、网吧、酒吧、KTV、旅游景点等场所要暂停营业，符合疫情防控要求的，也必须严格落实预约和查验等制度，宗教活动场所必须从严管控；暂停与外地疫情地区往来客运班车。

### 滁州市
3月13日，滁州市南谯区发现一名无症状感染者，曾在常州工地工作。翌日，该市发布通告，所有省外来（返）滁人员、省内疫情发生地来（返）滁人员主动核酸检测，向所在社区（村）、工作单位或所住酒店报备，并落实好健康观察等防控措施；市民非必要不离滁，避免前往疫情发生地；暂停举办大型聚集性活动和线下培训；福利机构、养老服务机构、监所暂时实行全封闭管理，暂停探视；建筑工地实行封闭管理，暂停市外新录用务工人员；棋牌室、电影院、网吧、酒吧、KTV、浴池、旅游景点等场所符合疫情防控要求的，须严格落实预约和查验等制度。
3月27日，滁州市琅琊区在对外省返滁人员落地核酸检测中，发现一名初筛阳性人员，后经市疾控中心复核阳性，市临床专家诊断为无症状感染者。经警方调查发现，该人员多次驾车往返上海、南京、滁州配送货物，并通过交替使用手机隐瞒行程、不向村(社区)报备等方式故意逃避防疫检查，妨碍疫情防控工作，滁州市公安局琅琊分局依法以涉嫌妨害传染病防治罪对其立案侦查。

### 马鞍山市
3月13日中午，马鞍山市接外省协查函，一名阳性病例有到马鞍山当涂县黄池镇活动轨迹。截至3月15日6点，马鞍山市检测出阳性10例，其中1例确诊（轻症，当涂县黄池镇人）、9例无症状感染（当涂县6例、花山区3例）。初步调查发现该市传播链有2条，当涂县7人与花山区2人为同一传播链，花山区另外1人的传播链与常州某工地关联。病例发现后，3月14日7:30至3月15日早上6:00，当涂县、花山区、雨山区、博望区、经开区、慈湖高新区开展区域核酸检测，设立657个采样点，累计采样1276515人。3月17日，含山县管控区人员定期检测中发现1例核酸初筛阳性人员，其为出租车司机。截至3月18日23:00，马鞍山市共有确诊病例2例（均为轻型），无症状感染者27例。当涂县黄池镇戚桥行政村戚桥自然村、含山县环峰镇迎春行政村大范自然村列为中风险地区。
马鞍山市于3月14日发布通告，收紧防控措施。通告说，当涂县、花山区、雨山区、博望区、市经开区、慈湖高新区人员非必须不外出，确需外出的，持48小时内核酸检测证明，并主动向社区和目的地报备，外地人员非必要不前往上述地区；上述县区各级各类中小学、幼儿园、民办学校、培训机构等一律实行线上教学，停止线下教学，各类高校、中职和寄宿制学校全部实行封闭管理；开展区域核酸检测；对全市高速公路各出入口以及国省干线实施交通管控，离马人员须持48小时核酸检测证明，发现红、黄码人员就地采取管控措施，所有通往县域和市外的城乡公交、毗邻公交、班线客车全部暂时停运；养老院、精神病院、福利院、护理院、监所等重点场所实行封闭管理；密闭场所暂停开放，景区严格落实“限量、预约、错峰”和“扫码、测温、佩戴口罩”等要求，严控游客接待上限，室内展厅等场所暂停开放；严禁举办大型线下展销活动和大型聚集性活动，各类商业机构要暂停举办线下大型聚集性展销、促销等活动。3月17日起，马鞍山市所有小区实施封闭式管理，只保留一个进出口。另外全市巡游出租汽车、网络预约出租汽车暂停运营。
3月28日起，马鞍山调整疫情防控措施，有序恢复教学秩序，有序恢复市区公交线路运营，有序恢复商业经营秩序，有序开放景区景点室外场所，室内密闭场所继续暂停开放。4月8日8时起，马鞍山市餐饮场所恢复堂食，公共场所有序开放，娱乐场所继续暂停开放。
3月29日，马鞍山市公安局雨山分局通报，26日下午王某某从上海驾车至马鞍山市雨山区，居住在某小区其朋友尹某某家中。29日上午，王某某、尹某某核酸检测结果均为阳性。经查，二人未主动接受检查登记、向所在社区报备，且未落实相关防控措施，引起病毒传播严重危险，二人行为已违反《中华人民共和国刑法》第三百三十条之规定，涉嫌妨害传染病防治罪，公安机关已依法对王某某、尹某某立案侦查。

### 铜陵市
3月14日，铜陵市从外地返铜人群核酸筛查中，发现一人核酸检测呈阳性，之后在3月16日第一轮区域核酸检测中发现4份样本核酸初筛阳性，经复核和临床专家诊断，为1例确诊病例（普通型）、3例无症状感染者。其中1例确诊病例常住上海市长宁区茅台路。截至3月24日24时，铜陵市共有确诊病例4例（轻型3例、普通型1例），无症状感染者69例。
铜陵市在3月14日晚发布通告，铜官区、义安区、郊区各级各类中小学、幼儿园、民办学校、培训机构等一律实行线上教学，停止线下教学；各类高校、中职和寄宿制学校全部实行封闭管理。出租车（网约车）不得出铜载客营运；所有通往市外的城乡公交、班线客车全部暂时停运。暂停室内密闭公共场所开放运营；全市养老院、精神病院、福利院、护理院、监所等重点场所实行封闭管理。取消或暂停全市各类公众聚集性活动。16日，该市再发通告，在铜官区、义安区、郊区进一步停止一切非必要流动、活动。通告明确具备条件的园区、楼宇和企业应尽可能采取灵活的办公模式，实行弹性工作制、居家在线办公、远程办公等方式，最大限度减少人员聚集；实施小区封闭管理，所有外卖、快递、投递等一律不得进入小区，实行无接触配送，在小区出入口指定区域中转存取；停办文艺演出、展销促销、农村集市等各类公众聚集性活动，暂停游园、集市、广场舞等活动；所有社会餐饮服务单位（含提供堂食的食品销售单位）暂停堂食；各类公共交通、出租车严禁红黄码人员搭乘；减少公交车运营频次，公交载客率严格控制在50%以内；出租车分单双号出行，不得载客出铜营运；暂时停止长途客运。入铜车辆司乘人员须持有48小时核酸检测阴性证明，无有效证明将劝返。3月18日，铜陵市将井巷新村46栋、胥坝乡龙潭村黄墩四组列为中风险地区，划定16个封控区、23个管控区，市区内封控区、管控区以外的区域均为防范区。截至3月24日共有4个中风险地区、29个封控区和25个管控区。同日，铜陵市发布通告，所有城市小区一律实行封闭管理，每个小区原则上保留1个进出口；保供应、保民生、保生产的企业，经所在区疫情防控指挥部批准后可继续生产运营，其它企业一律停工停产；除农贸市场、生活超市、药店等涉及居民生活必需的公共场所，以及经批准的少数餐饮和银行网点外，其它经营场所一律暂停营业；保供应、保民生、保生产和经批准的车辆凭证通行，其它车辆一律禁止通行。
4月1日，铜陵市决定恢复社会秩序，有序恢复城市公共交通，有序恢复商业经营场所，有序开放景区景点室外场所，有序恢复教学秩序。4月10日起，铜陵市餐饮单位在原有恢复第三方平台订餐或打包带走销售的形式基础上，可以恢复堂食经营活动，其他区域（管控区、封控区、中风险区）的餐饮单位待解封后方可恢复。

### 合肥市
3月16日，合肥市发布进一步强化当前疫情防控工作的通告，要求所有来（返）肥人员须持48小时内核酸检测阴性证明，并于抵肥后在交通场站、交通干线道口接受免费核酸检测；倡导全体市民非紧要不离肥，避免前往发生疫情的县（市、区）；所有在肥高校、中职学校，以及养老机构、监管场所等，一律严格执行封闭管理；倡导市民近期不聚餐、不聚会；从严加强棋牌室、电影院、网吧、酒吧、KTV、旅游景点以及宗教活动场所等疫情防控管理，视情采取临时关停措施。
3月24日，蜀山区在省外来蜀人员核酸筛查中发现一例核酸初筛呈阳性，经疾控部门复核确认为阳性。该人员3月23日从上海乘坐D3068次列车到达合肥南站。25日，合肥市经开区在省外来人核酸筛查中发现一人核酸初筛呈阳性，经市疾控部门复核确认为阳性。该人员3月24日从上海乘坐G7248次列车到达合肥南站。
3月27日，肥东县新增1例阳性个案，系6岁男童，在省外就医核酸初筛呈阳性，随父母由省外自驾返回霍邱县，途经沪陕高速肥东众兴服务区。
3月31日晚，合肥新站高新区在高速道口省外来人核酸筛查中发现，3人核酸初筛呈阳性，并及时转运至定点医院落实隔离医学观察。4月1日，经市疾控部门复核确认为阳性。根据南京市通报，3人从上海出发自驾到合肥，曾于当日15:00到达宁杭高速东庐山服务区北区。
4月4日，合肥经开区在高速道口核酸筛查中发现，西安某公司货车司机王某自上海机场拉货返回西安。据其自述，因到目的地需要48小时核酸检测证明，新桥机场高速道口因有免费核酸检测服务，王某就近下高速在新桥机场高速道口进行抗原检测和核酸采样。抗原初筛阴性后，王某驾驶货车又返回高速往西安方向行驶，全程未进入合肥市区。4月4日18:25，第三方检测机构报告核酸初筛阳性，22:10合肥市疾控中心核酸检测复核为阳性。
4月6日，合肥市瑶海区发现1例核酸检测阳性人员，该人员4月5日从上海乘G7432列车抵达合肥南站。
4月8日，合肥南站在省外返回人员落地核酸检测中发现1名核酸初筛阳性人员，已转运至定点医院落实隔离医学观察。4月8日6:02，经市疾控部门复核确认为阳性。该人员3月23日陪其岳父去省外就医，4月7日乘坐G1940次经南京换乘G7483次到达合肥南站，在合肥南站进行抗原检测、核酸采样（抗原检测结果阴性）。。
4月16日，合肥市包河区在省外滞留隔离人员定期核酸筛查中发现一人核酸初筛呈阳性。经初步调查，该人员4月13日10:00自省外乘G10次列车于10:59到达南京南站，16:18从南京南站换乘D3083次列车于17:07到达合肥南站，17:22在合肥南站进行抗原检测和核酸采样（结果均为阴性），拟经合肥返回成都，由于没买到前往成都车票，为确保安全，包河区安排车辆将其闭环转运至集中隔离点。
4月18日晚，合肥市疫情防控应急指挥部通报，4月13日，一外地返肥人员故意隐瞒行程，其在合肥南站核酸检测为阴性，返家后至4月15日实行居家观察3天2检为阴性。4月18日，其外孙在安徽省儿童医院发热门诊核酸检测中初筛阳性，经合肥市疾控中心复核其外孙确认为阳性，遂立即对共同生活的家人进行隔离管控，经核酸检测，其共同生活的四名家人均呈阳性。据蜀山区发布的通报，该人员近日曾去过上海等地。

### 芜湖市
3月24日，芜湖市繁昌区新增1例确诊病例、2例无症状感染者。据通报，首例病例胡某树居住在上海市某区，3月23日携妻子和儿子自驾返芜，在高速出口查验核酸检测报告并采样。3月24日凌晨，经过初检、复检，胡某某核酸检测结果确认为阳性，经市专家组会诊，诊断为确诊病例（轻型）。截至3月24日17时，当地已排查出该病例密切接触者134人，其中2人为阳性，分别为胡某某同行的妻子和儿子，已转运至市定点医院，经专家组会诊为无症状感染者。环境样本采样191份，其中阳性9份。当地已按相关规定对胡某某活动的场所进行了终末消杀。截至3月24日17时，完成核酸采样12.01万人份，已出结果7.11万人份均为阴性。26日起，繁昌区发布通告，所有城市小区一律实行封闭管理，每个小区原则上保留1个进出口，小区居民不聚集、不串门；农村居民不出自然村、不串门、不聚集。全区范围内除农贸市场、生活超市、药店等涉及居民生活必需的公共场所，以及经批准的少数餐饮和银行网点外，其他经营场所一律暂停营业；所有企事业单位采取居家办公、线上办公；全区养老机构、寄宿制学校实行封闭管理；全区所有公交车、出租车、网约车全部停运，保供应、保民生、保生产和经批准的车辆凭证出入繁昌。3月30日，芜湖市公安局繁昌分局通报，首例病例胡某树在明知自己具有较大传播风险的情况下，违反疫情防控规定，且进入人员密集的公共场所，造成病毒社会面传播严重危险，其行为已涉嫌妨害传染病防治罪，公安机关已依法对胡某树立案侦查。胡某树4月2日出院后，公安机关已立即依法对其采取刑事强制措施。本轮疫情中，芜湖所有确诊病例和无症状感染者多与“零号病例”胡某树有过交集，截至3月31日与胡某树有关的新增感染者为37人，形成超级传播。
4月1日，芜湖市在省外中高风险地区所在城市来芜人员核酸检测中发现7人核酸初筛阳性。

### 蚌埠市
4月2日，蚌埠市蚌山区对3月30日报告的无症状感染者张某某的密切接触者例行核酸检测中发现1名初筛阳性人员，为集中隔离人员，经蚌埠市疾控中心复核为阳性。该人员3月29日曾乘坐火车从江苏省徐州市来蚌埠出差。

### 阜阳市
4月3日，阜南县发现1例省外来人核酸初筛呈阳性，该人员曾在3月30日12：30乘坐K8411次列车（4车厢42号）到阜阳站。

### 宣城市
4月6日，湖南人陈某某从上海出发，准备骑行共享单车前往湖南省，路过安徽省广德市时因手机没电，便在广德市升平街的手机店内购买充电宝。该情况被共享单车员工夏先生在4月12日上午10时许于团结路可口饼屋红绿灯路口等红灯时被发现。夏先生随即将车辆编码输入后台查询，显示此共享单车之前在上海，后经辗转停留在广德。4月13日，陈某某已被集中隔离，核酸检测结果为阴性。而陈某某在广德市的经停场所已进行环境采样和消毒消杀，环境样本检测为阴性。

### 亳州市
5月31日，蒙城县在对省外返蒙人员例行核酸检测时，发现1例核酸检测结果初筛阳性。该人员系上海市浦东新区返乡人员。